# 磯崎新

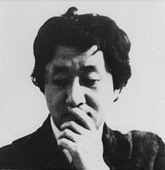
1976年撮影

磯崎 新（いそざき あらた、1931年（昭和6年）7月23日 - 2022年（令和4年）12月28日）は、日本の建築家、一級建築士、アトリエ建築家。日本芸術院会員。
大分県大分市出身。父は実業家で俳人の磯崎藻二。妻は彫刻家の宮脇愛子。茨城・つくばセンタービルや米国・ロサンゼルス現代美術館などで知られ、ポストモダン建築をリードして国際的に活躍した。

## 経歴
- 1931年 - 磯崎藻二の長男として生まれる。父の藻二は中学卒業後中国に渡り、東亜同文書院を卒業、帰国して家業の米穀商と廻船業を継ぎ、1924年に大分合同トラックを創業、戦後社長を務めた[1][2]。
- 1945年 - 母親が交通事故で死去[2]。
- 1950年 - 大分県立大分第一高等学校（現・大分県立大分上野丘高等学校）を卒業。同級生に赤瀬川隼がいた。
- 1951年 - 父親死去。
- 1954年 - 東京大学工学部建築学科を卒業。
- 1960年 - 丹下健三研究室で黒川紀章らとともに東京計画1960に関わる。
- 1961年 - 東京大学大学院数物系研究科建築学専攻博士課程を修了。伊藤ていじ、川上秀光らと八田利也（はったりや）のペンネームを用い「現代建築愚作論」を執筆し、反響を呼ぶ。
- 1963年 - 丹下健三研究室（都市建築設計研究所）を退職し、磯崎新アトリエを設立。
- 1967年 - 大分県立大分図書館竣工。（36歳）初期の代表作で、1997年に改修されアートプラザになった。
- 1968年 - 株式会社環境計画代表取締役。
- 1970年 - 大阪万博のお祭り広場（1970年）を丹下と共同で手がけた。
- 1972年 - 宮脇愛子と結婚。
- 1975年 - 著書『建築の解体』、群馬県立近代美術館、北九州市立美術館など多産な年。
- 1980年 - 写真家篠山紀信とコンビで「建築行脚」シリーズを刊行（ - 1992年）。
- 1983年 - つくばセンタービル竣工。ポストモダン建築の旗手と目されるようになった。（52歳）
- 1986年 - 東京都庁舎のコンペに参加（8社指名）。超高層建築の丹下健三案（当選）に対して、シティホールのあり方を問う中層建築の案を提出した。
- 1988年 - 熊本県知事の細川護熙に招かれる形で、くまもとアートポリス事業の初代コミッショナーに就任（ - 1996年）。
- 1991年 - 2000年まで世界各地で開催されたAnyコンファレンスを企画、参加。
- 1991年 - 2002年まで第一期、二期、三期にわたり『批評空間』誌編集顧問。
- 1996年 - 織部賞の選考委員長に就任。
- 1996年, 2000年, 2004年 - ヴェネツィア・ビエンナーレ建築展・日本館コミッショナー。

- 2017年 - 日本芸術院会員に選出。

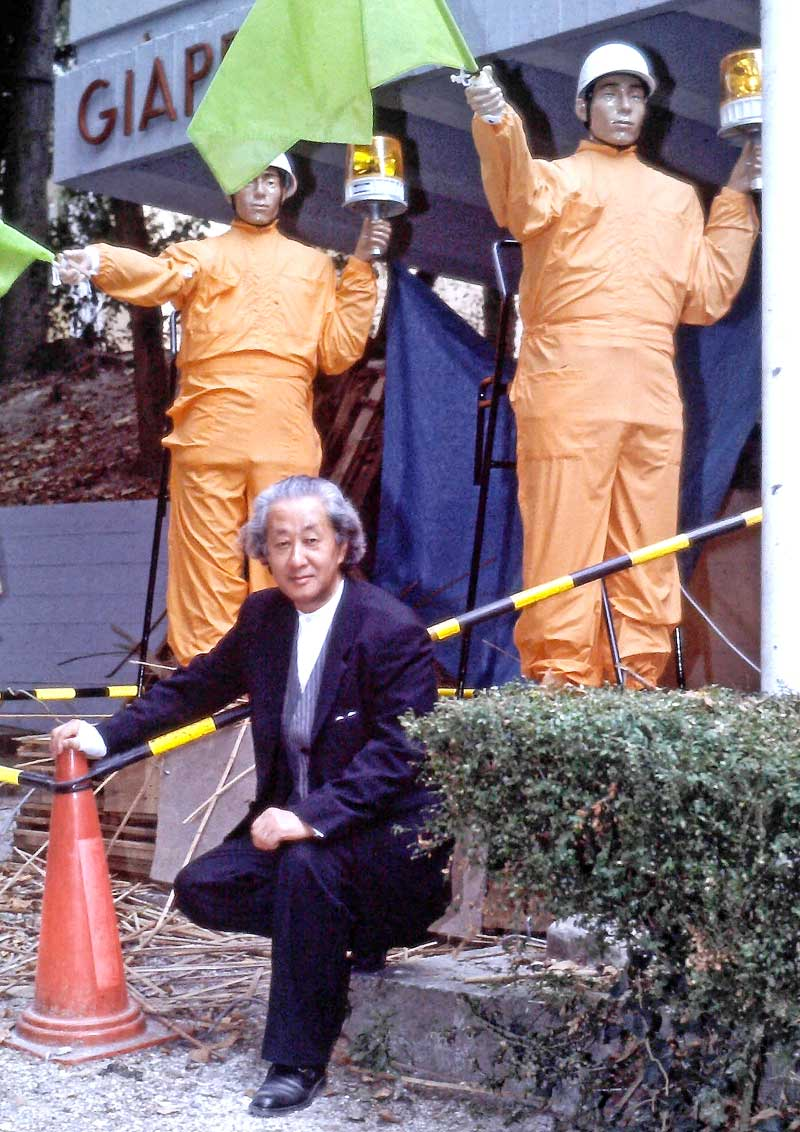
1996年撮影

- 2020年 - 同済大学建築都市計画学院名誉教授。
- 2022年12月28日 - 老衰のため那覇市の自宅で死去。91歳没[3]。

## 受賞等
- 1967年 - 日本建築学会賞作品賞（大分県立大分図書館）
- 1969年 - 芸術選奨新人賞美術部門
- 1975年
  - 日本建築学会賞作品賞（群馬県立近代美術館）
  - BCS賞（1984年、1989年、1991年にも受賞）
- 1984年 - 毎日芸術賞（つくばセンタービル）
- 1986年 - RIBAゴールドメダル
- 1988年 - 朝日賞[4]
- 1993年 - 日本文化デザイン大賞
- 1996年 - ヴェネツィア・ビエンナーレ建築展金獅子賞（第6回ヴェネツィア・ビエンナーレ建築展日本館展示「亀裂」）1996年撮影
- 2019年

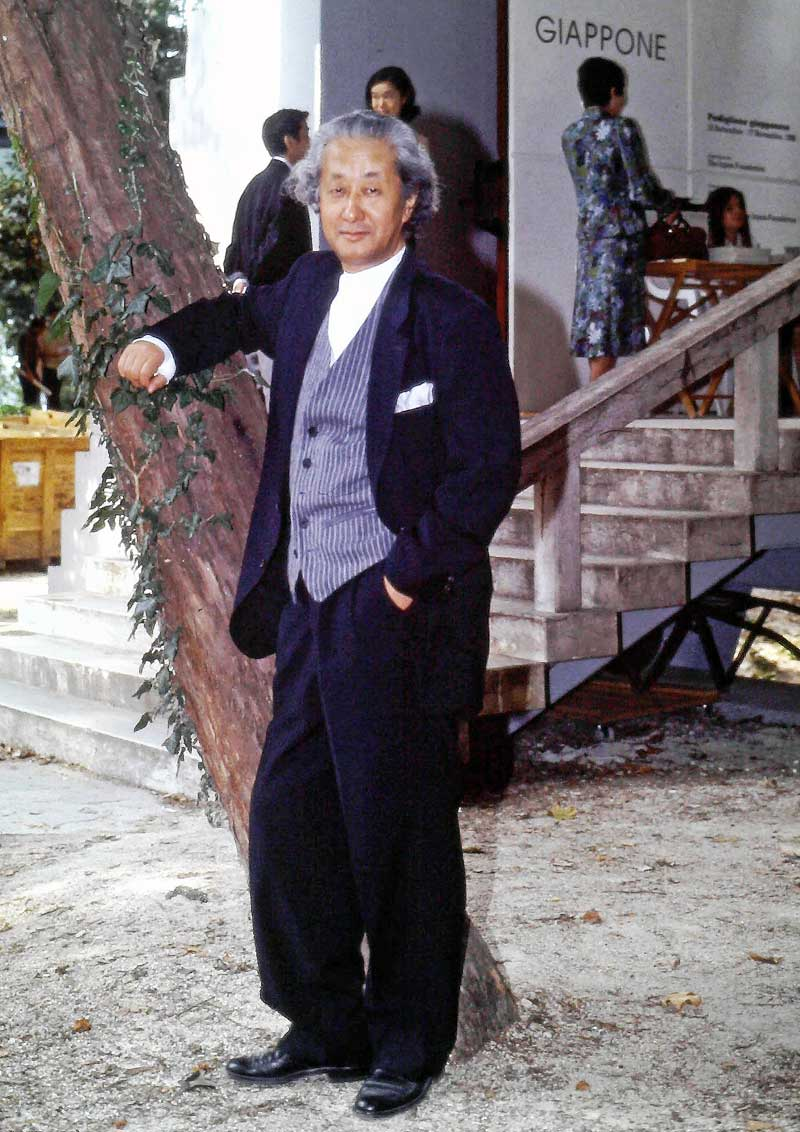
1996年撮影

  - プリツカー賞（磯崎は賞の設立から10年近く審査する側にいた[5]）
  - 大分市名誉市民
  - 大分県特別功労者

## 評価
CIAM以降、さまざまな現象へ分裂解体しつつあった世界の建築状況を整理し、改めて総合的な文化状況の中に位置づけ直し、全体的な見通しと批評言語を編纂した役割において、磯崎はポストモダン建築を牽引した建築家の一人であると言われる。特に日本では丹下健三以降の世代にとって、1970年以降の建築言説の展開の大凡は磯崎によって編成されてきたと見なされている。
一方で磯崎の活動がつねに批評的な活動を伴っていた事実は、建築家としての磯崎新自身の建築設計や都市計画といった実務的な仕事を、建築史上の特定の動向、様式に位置づけることを著しく困難にさせてきた。ちなみに、様式や形式それ自体も、批評的に選択されていると彼自身が表明している。
そもそも磯崎の出発点は大分市の「新世紀群」という絵画サークルの活動から始まった。そこは後にネオ・ダダで活躍した吉村益信、赤瀬川原平、風倉匠らも在籍した前衛的土壌であった（なお赤瀬川原平の兄の赤瀬川隼（直木賞作家）とは、旧制中学の同級生）。また磯崎が1960年に丹下健三の東京計画1960に加わっていた頃、ネオ・ダダは新宿百人町の吉村アトリエ（通称ホワイトハウス:磯崎による設計）を拠点に反芸術的活動を展開しており、磯崎もたびたびそこを訪れていた。この時点において磯崎はネオ・ダダ的建築家として最も過激な思想の基に模索していた。
1980年代以降はロサンゼルス現代美術館、ブルックリン美術館など日本国外で活躍している。閉塞的な日本のアカデミズムを脱却し、世界的な次元で建築を構想する姿勢は、日本国内では批判に晒されるが、日本の現代建築を世界的なレベルに押し上げた建築家の一人である。古典的なプロポーションの均整を避けるため敢えてキューブのようなプラトン立体を多用することで知られている。
現在は活動の場を海外、とりわけ中国と中東、ヨーロッパなどに移している。そこでは、かつて自身が行ったさまざまな実験やアンビルトとなった建築計画などのレファレンス、構造家とのコラボレーションによる進化論的構造最適化手法などを採用し、オーガニックな形態で特異な空間を現出させようとしている。

## その他
- メタボリズムについて、「一九六二年頃の私の思考を整理してみると、私はメタボリズムと明瞭に逢遇している」と書いている（ http://db.10plus1.jp/backnumber/article/articleid/888/ 最終段落）
- 読売新聞で、バブル期の東京都の公共建築である東京芸術劇場、東京都庁舎、江戸東京博物館、東京都現代美術館、東京国際フォーラムの5作品を「粗大ゴミ」と評した。ただ、これは建築家のデザイン力だけではなく、東京都が建築家に要求したプログラムに対する発言とされる[6]。
- コンペの審査員も多数務め、長谷川逸子の湘南台文化センターや、伊東豊雄のせんだいメディアテークの際の審査員でもある。プリツカー賞の審査員も務めた。
- 丹下健三を最もよく知る一人で、2005年の葬儀において弔辞を読んだ。
- 若い頃に影響を受けたのはチェ・ゲバラと毛沢東[7][8]。
- 作家の沢木耕太郎と親交があり、沢木の紀行文『深夜特急』にも登場する[9]。

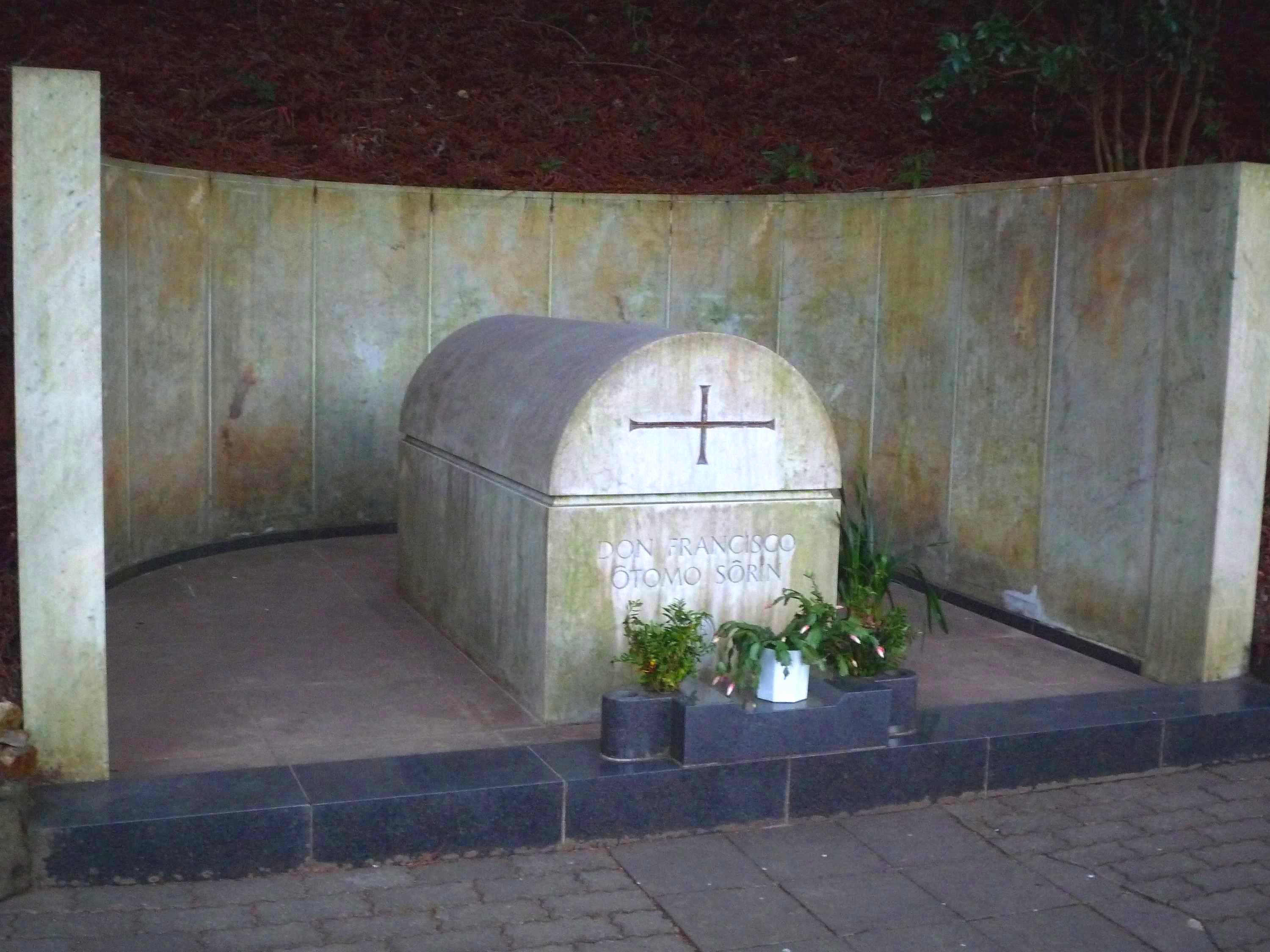
大友宗麟の墓碑
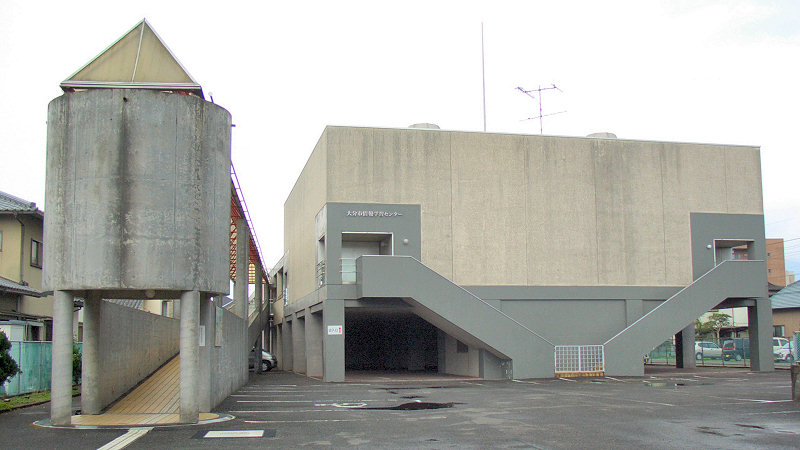
建築模型を数多く制作している建築家としても知られている。1990年代にロサンゼルス現代美術館を皮切りに、国内（群馬県立近代美術館、水戸芸術館、北九州市立美術館、ハラミュージアム・アーク等）国外（スペイン、ギリシア、イギリスなど）をサーキットした大回顧展が行われ注目を集めた。現在それらの模型や資料は大分市のアートプラザ（磯崎新建築記念館、磯崎設計の旧大分県立大分図書館）に収蔵され、3階の磯崎新建築展示室で順次公開されており、磯崎建築を知る上で最も重要な拠点となっている。
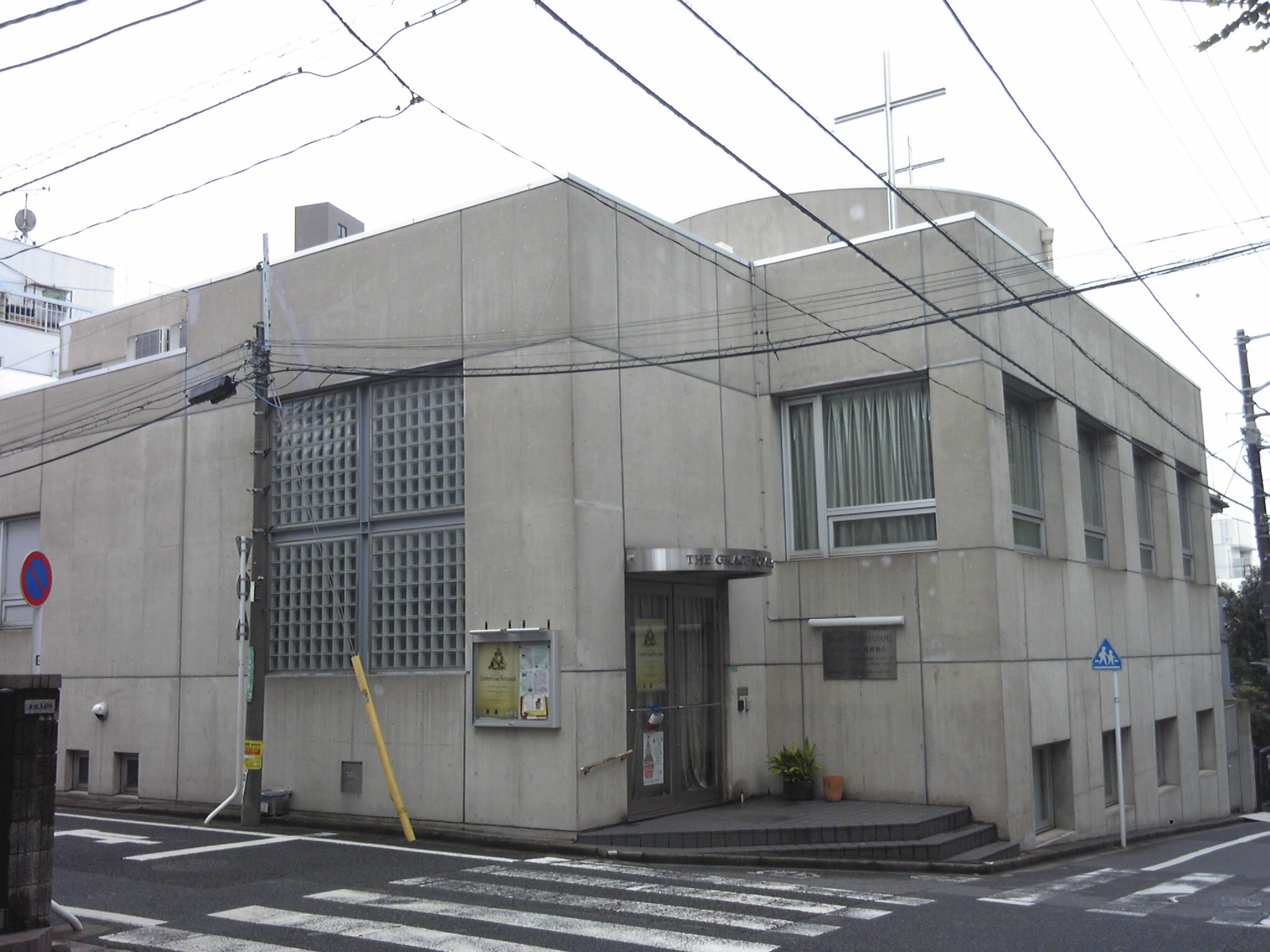
基督兄弟団成増教会
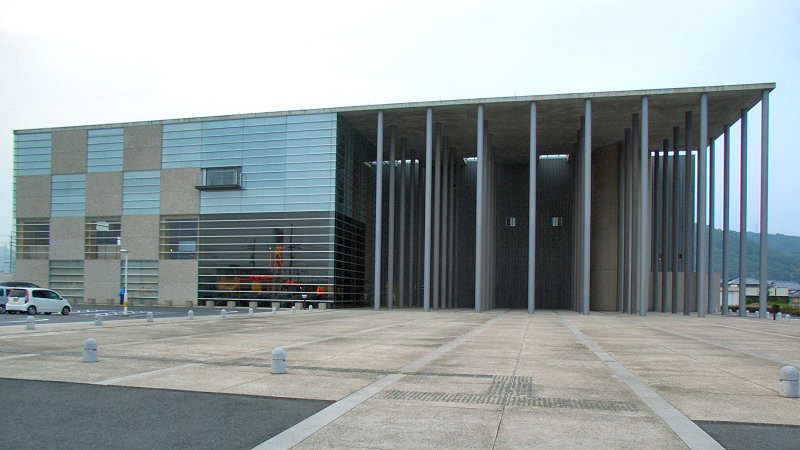
岡山西警察署
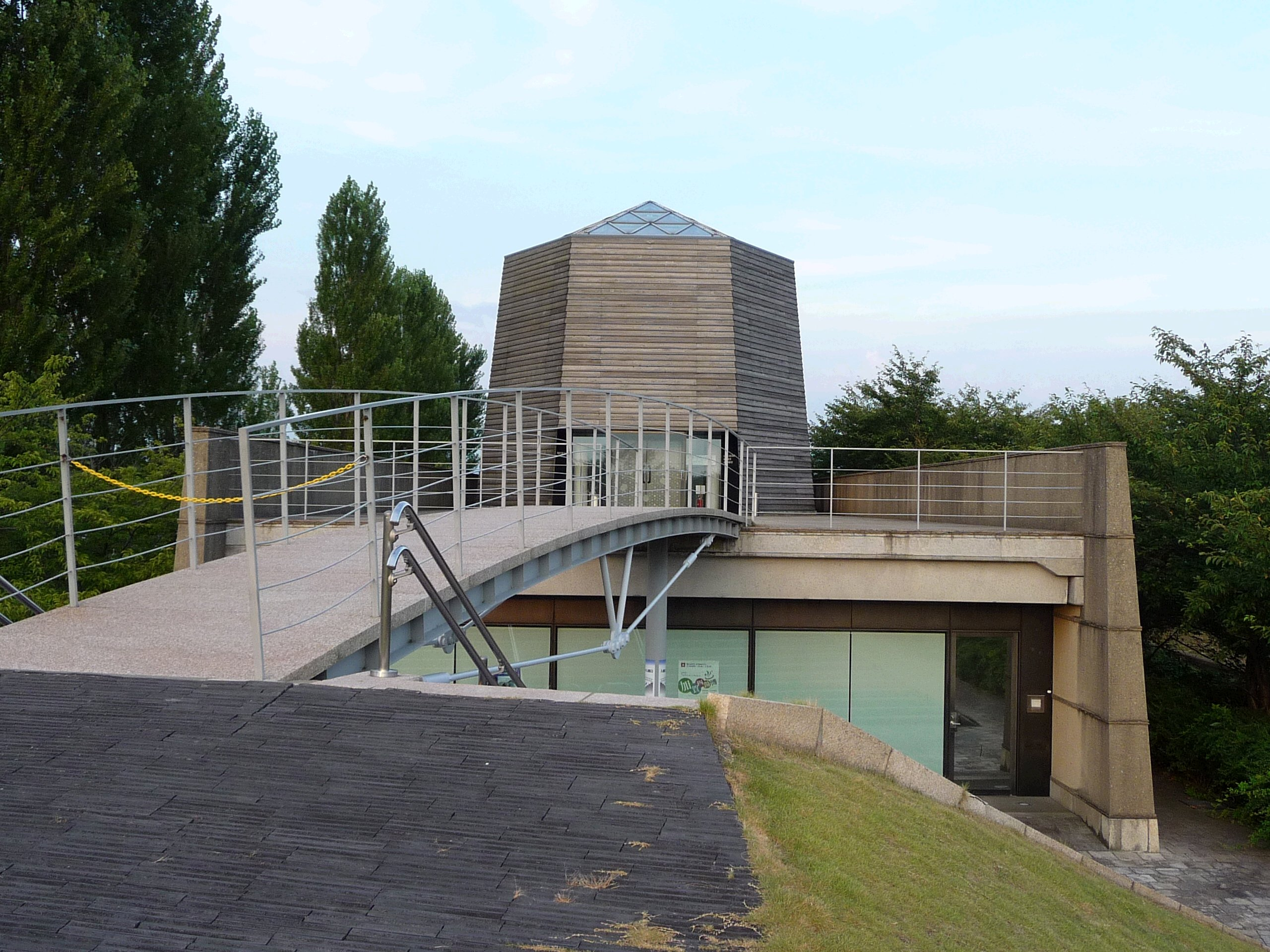
中谷宇吉郎雪の科学館

- 祖父の磯崎徳三郎は大分市議会議長も務めた米問屋で、その米倉庫は三浦義一や林房雄が子供の頃遊び場としており、その縁で三浦義一の寄付により建設された旧大分県立大分図書館の設計者に指名された。
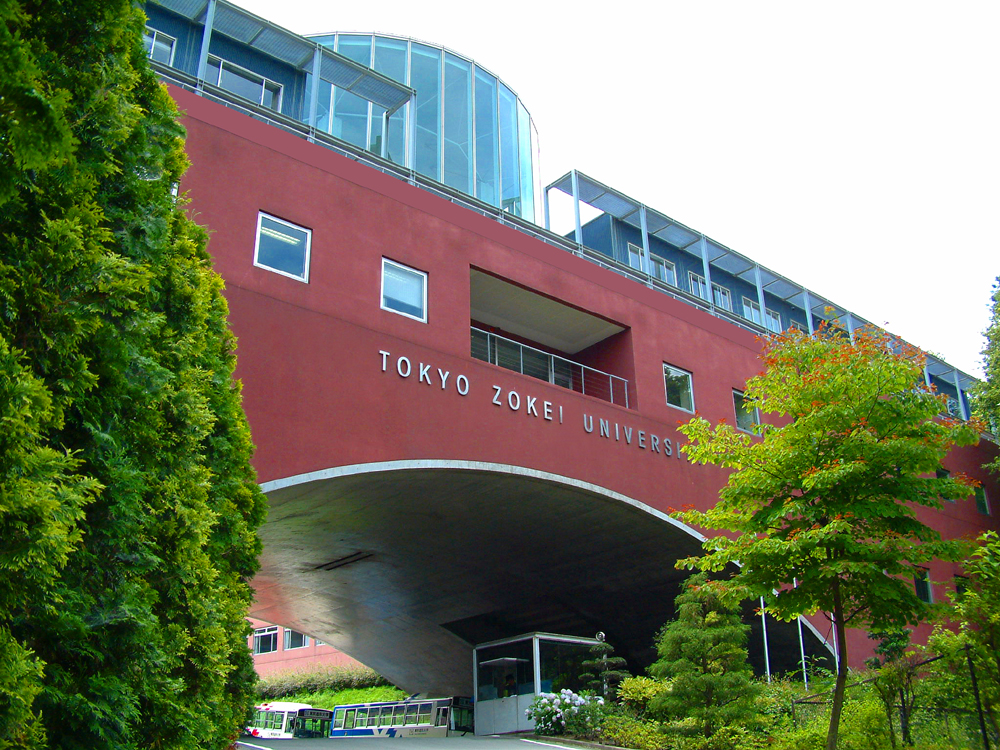
東京大学2年時に父を亡くしたため、渡辺一夫の本郷真砂町の自宅に住み込み、渡辺の息子に数学を教えた。英語を教えていたのは高橋康也。
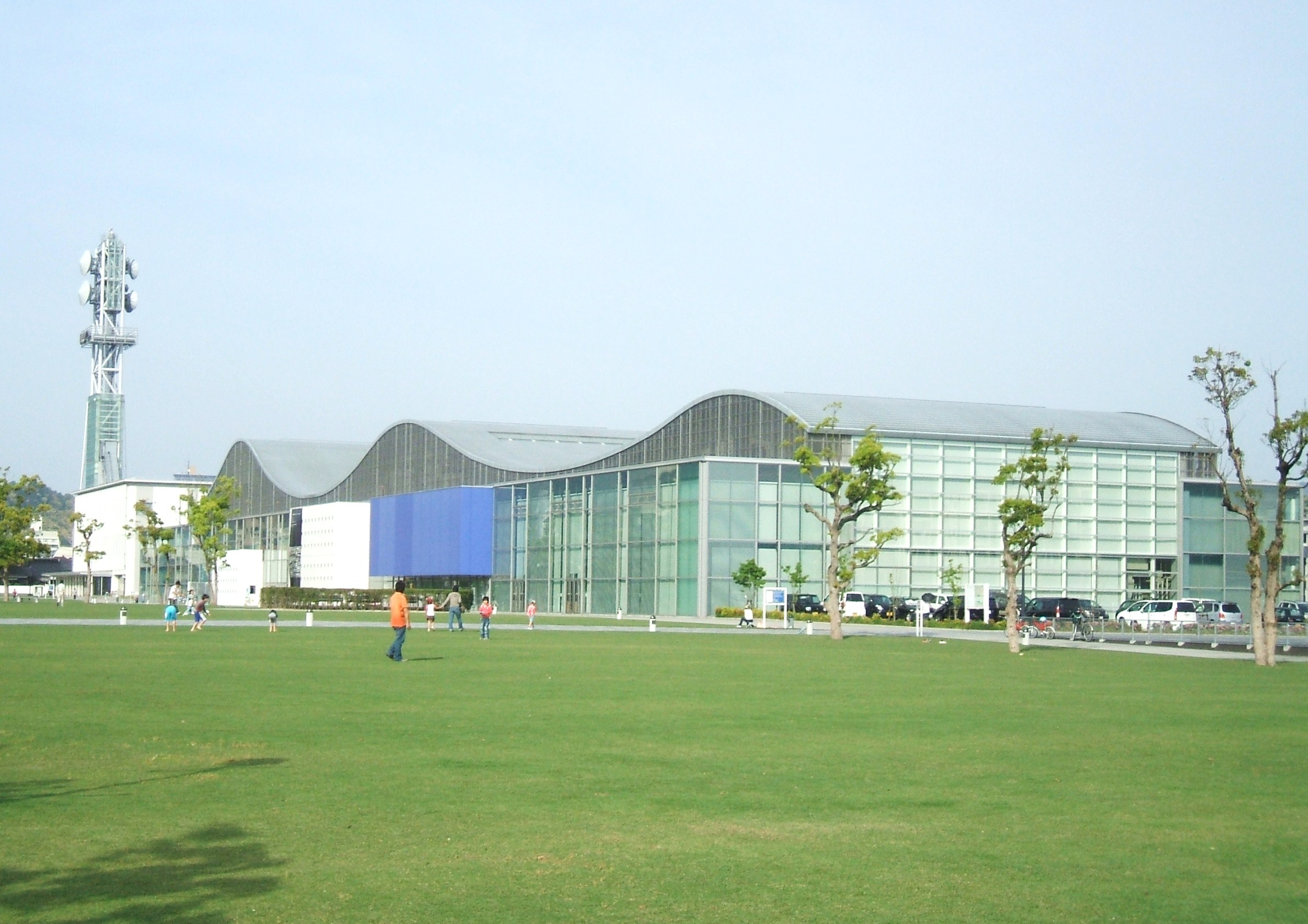
山口情報芸術センター
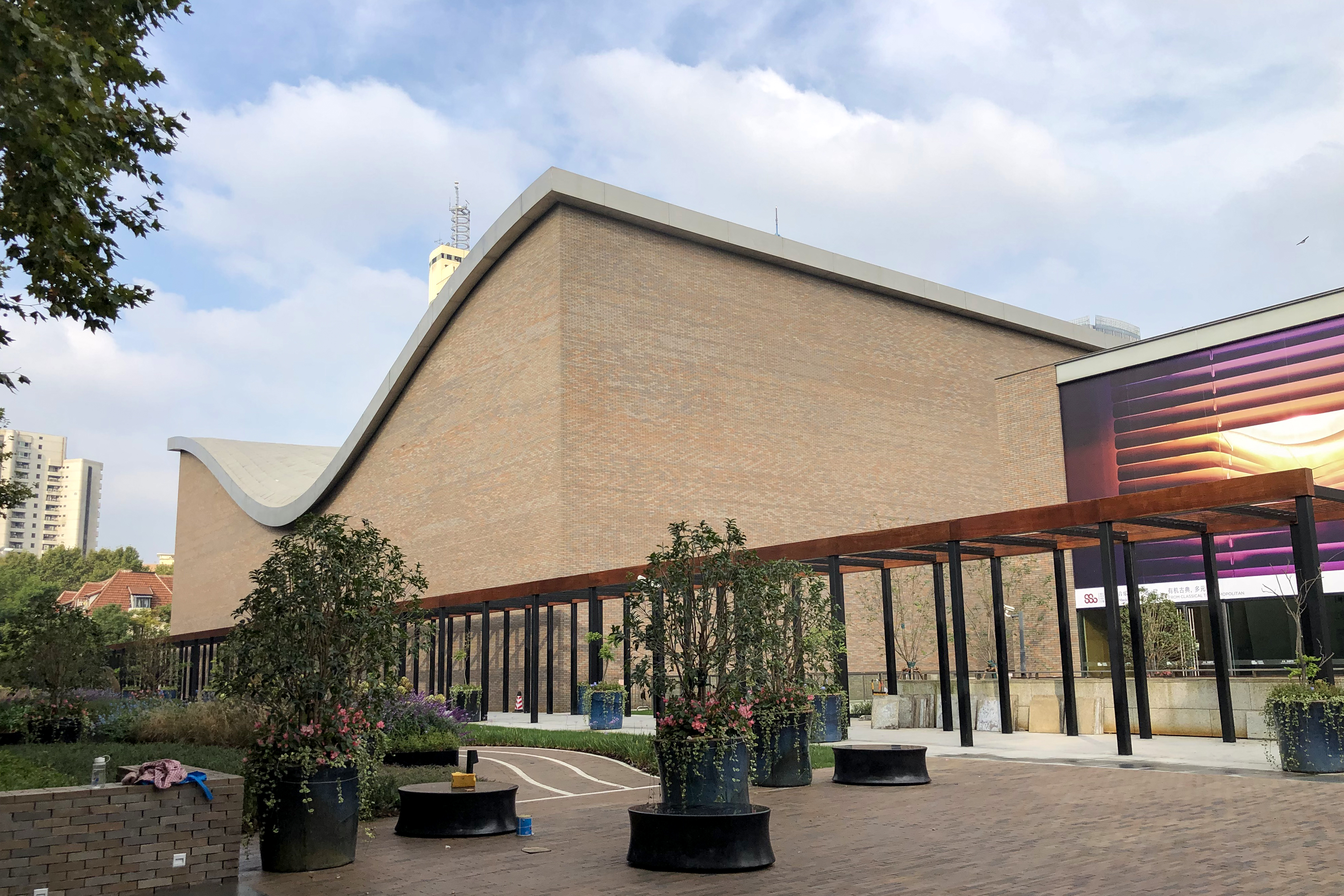
上海交響楽団コンサートホール

- 父の磯崎操次（1901-1951）は大分貨物自動車会社を経営する実業家であり、俳名を磯崎藻二として吉岡禅寺洞が福岡で1918年に創刊した新興俳句派の俳誌「天の川」同人であった俳人。
- 韓国近代建築の巨匠・金壽根（1931-1986）は東京大学大学院時代に隣の研究室に所属しており、友人。
- 関西大学名誉教授の古後楠徳は磯崎を数学好きにさせ、「"代数"はダメだ。"幾何学"に進め」とアドバイスし、結果的に建築学科へ導いた高校時代の恩師である。
- 新建築住宅設計競技など審査員を歴任。1975年の「新建築住宅設計競技」では、「わがスーパースターたちのいえ」という課題を出し、1～3位の入賞者すべてを外国人にしたことで主催者を驚かせたが、賞金の一部は日本人に行くようにするという規定があったため、選外佳作という賞を急遽設け、日本人応募者に受賞させた[10]。1位は当時AAスクール在学中のトム・ヘネガンで、ハリウッドスターたちの家の写真にただ×(No!)が描かれただけのもので、2位、3位も同様にコンセプチュアルなものだった。磯崎は審査評として、新建築の12月号に「日本の建築教育の惨状を想う 」を発表し、建築界を騒がせた。
- 静岡県コンベンションアーツセンターの完成から5年後の2004年にスレート製の外壁が落下してから、5年間に合計40回の剥落落下が相次ぎ、その責任を巡って問題となっている[11][12]。一時は、磯崎への賠償請求も検討された。落下対策には8億～14億円を要すると試算されている[13]。
- 2014年、国際コンペで選ばれた新国立競技場案に対しての議論が巻き起こったおり、「新国立競技場　ザハ・ハディド案の取り扱いについて」を発表し、改めてデザインをザハに任せるべきだと主張した[14]。

## 作品

### 建築作品
| 名称                                                                 | 年      | 所在地           | 国             | 状態     | 備考                                                                               |
| -------------------------------------------------------------------- | ------- | ---------------- | -------------- | -------- | ---------------------------------------------------------------------------------- |
| 新宿ホワイトハウス                                                   | 1957年  | 東京都新宿区     | 日本           |          | 現カフェアリエ                                                                     |
| 大分医師会館                                                         | 1960年  | 大分県大分市     | 日本           | 現存せず |                                                                                    |
| N邸（中山邸）                                                        | 1964年  | 大分県大分市     | 日本           | 現存せず | 1998年、秋吉台国際芸術村内にN邸をベースにし た建物が建築された。                   |
| 岩田学園                                                             | 1964年  | 大分県大分市     | 日本           |          |                                                                                    |
| 大分県立大分図書館 (現アートプラザ)                                  | 1966年  | 大分県大分市     | 日本           |          | 日本建築学会賞作品賞 公共建築百選                                                  |
| 久住歌翁碑                                                           | 1967年  | 大分県竹田市     | 日本           |          |                                                                                    |
| 福岡相互銀行大分支店                                                 | 1967年  | 大分県大分市     | 日本           | 現存せず |                                                                                    |
| 福岡相互銀行大名支店                                                 | 1969年  | 福岡市中央区     | 日本           | 現存せず |                                                                                    |
| 日本万国博覧会・お祭り広場の諸装置 （ ロボットの「デク」・「デメ」） | 1970年  | 大阪府吹田市     | 日本           | 現存せず |                                                                                    |
| 福岡相互銀行東京支店                                                 | 1971年  | 東京都中央区     | 日本           | 現存せず |                                                                                    |
| 福岡相互銀行長住支店                                                 | 1971年  | 福岡市南区       | 日本           | 現存せず |                                                                                    |
| 福岡相互銀行六本松支店                                               | 1971年  | 福岡市中央区     | 日本           | 現存せず |                                                                                    |
| 福岡相互銀行本店                                                     | 1972年  | 福岡市博多区     | 日本           | 現存せず | 現西日本シティ銀行本店                                                             |
| 福岡相互銀行佐賀支店                                                 | 1973年  | 佐賀県佐賀市     | 日本           | 現存せず |                                                                                    |
| 群馬県立近代美術館                                                   | 1974年  | 群馬県高崎市     | 日本           |          | 日本建築学会賞作品賞                                                               |
| 大分富士見カントリー倶楽部ハウス                                     | 1974年  | 大分県大分市     | 日本           |          |                                                                                    |
| 北九州市立美術館                                                     | 1974年  | 北九州市戸畑区   | 日本           |          | 公共建築百選                                                                       |
| 北九州市立中央図書館                                                 | 1975年  | 北九州市小倉北区 | 日本           |          |                                                                                    |
| 矢野邸                                                               | 1975年  | 神奈川県川崎市   | 日本           |          |                                                                                    |
| 秀巧社ビル                                                           | 1976年  | 福岡市中央区     | 日本           | 現存せず |                                                                                    |
| 大友宗麟の墓                                                         | 1977年  | 大分県津久見市   | 日本           |          |                                                                                    |
| 貝島邸                                                               | 1977年  | 東京都武蔵野市   | 日本           |          |                                                                                    |
| 林邸                                                                 | 1977年  | 福岡市中央区     | 日本           | 現存せず |                                                                                    |
| 西日本総合展示場                                                     | 1977年  | 北九州市小倉北区 | 日本           |          |                                                                                    |
| 辛島邸                                                               | 1978年  | 大分県大分市     | 日本           |          |                                                                                    |
| 旧神岡町役場                                                         | 1978年  | 岐阜県飛騨市     | 日本           |          | 2016年に耐震工事を完了、飛騨市神岡振興事務所 （1階は飛騨市神岡図書館）として利用。 |
| 末岡クリニック                                                       | 1978年  | 大分県大分市     | 日本           |          |                                                                                    |
| 青木邸                                                               | 1979年  | 東京都港区       | 日本           |          |                                                                                    |
| 大分市視聴覚センター                                                 | 1979年  | 大分県大分市     | 日本           |          |                                                                                    |
| ハクビ教育文化会館                                                   | 1979年  | 東京都豊島区     | 日本           | 現存せず |                                                                                    |
| NEG大津工場厚生施設                                                  | 1980年  | 滋賀県大津市     | 日本           |          |                                                                                    |
| 伊良原邸                                                             | 1980年  | 北九州市小倉北区 | 日本           |          |                                                                                    |
| 利賀山房                                                             | 1980年  | 富山県南砺市     | 日本           |          |                                                                                    |
| 衛藤クリニック                                                       | 1981年  | 大分県杵築市     | 日本           |          |                                                                                    |
| 軽井沢磯崎別荘・書斎                                                 | 1982年  | 長野県軽井沢町   | 日本           |          |                                                                                    |
| ハウザーマン・ショールーム                                           | 1982年  | シカゴ           | アメリカ合衆国 |          |                                                                                    |
| 利賀村野外劇場                                                       | 1982年  | 富山県南砺市     | 日本           |          |                                                                                    |
| 中上邸                                                               | 1983年  | 福井県勝山市     | 日本           |          |                                                                                    |
| 西脇市岡之山美術館                                                   | 1983年  | 兵庫県西脇市     | 日本           |          |                                                                                    |
| つくばセンタービル                                                   | 1983年  | 茨城県つくば市   | 日本           |          | 毎日芸術賞                                                                         |
| 岩田学園体育館・学生寮                                               | 1985年  | 大分県大分市     | 日本           |          |                                                                                    |
| グラスアート赤坂                                                     | 1985年  | 東京都港区       | 日本           |          |                                                                                    |
| ザ・パラディアム                                                     | 1985年  | ニューヨーク     | アメリカ合衆国 |          | 古い映画館をディスコに改装したもの                                                 |
| 新都庁舎コンペ案                                                     | 1986年  |                  |                |          |                                                                                    |
| ベルリン集合住宅                                                     | 1986年  | ベルリン         | ドイツ         |          |                                                                                    |
| ビョルソン・ハウス／スタジオ                                         | 1986年  | ロサンゼルス     | アメリカ合衆国 |          | 2004年までエリック・クラプトンが所有                                               |
| 西戸山タワーホウムズ                                                 | 1986年  | 東京都新宿区     | 日本           |          |                                                                                    |
| ロサンゼルス現代美術館                                               | 1986年  | ロサンゼルス     | アメリカ合衆国 |          |                                                                                    |
| 国立エジプト文明博物館展示計画                                       | 1986年- | カイロ           | エジプト       |          |                                                                                    |
| お茶の水スクエアA館（カザルスホール）                                | 1987年  | 東京都千代田区   | 日本           |          |                                                                                    |
| 北九州市立美術館アネックス                                           | 1987年  | 北九州市戸畑区   | 日本           |          |                                                                                    |
| 国際舞台芸術研究所                                                   | 1988年  | 富山県南砺市     | 日本           |          |                                                                                    |
| 武蔵丘陵カントリークラブ                                             | 1988年  | 埼玉県ときがわ町 | 日本           |          |                                                                                    |
| 東京グローブ座                                                       | 1988年  | 東京都新宿区     | 日本           |          |                                                                                    |
| ハラ・ミュージアム・アーク                                           | 1988年  | 群馬県渋川市     | 日本           |          |                                                                                    |
| 基督兄弟団成増教会                                                   | 1989年  | 東京都練馬区     | 日本           |          |                                                                                    |
| 東京基督教大学礼拝堂                                                 | 1989年  | 千葉県印西市     | 日本           |          |                                                                                    |
| レイク相模カントリークラブ                                           | 1989年  | 山梨県上野原市   | 日本           |          | イギリスの建築家ブライアン・クラークとのコラボレーション。                         |
| 国際花と緑の博覧会 国際陳列館・国際展示水の館                        | 1990年  | 大阪市鶴見区     | 日本           |          |                                                                                    |
| ボンド大学図書館／人文学棟／管理棟                                   | 1989年  | ゴールドコースト | オーストラリア |          |                                                                                    |
| 水戸芸術館                                                           | 1990年  | 茨城県水戸市     | 日本           |          | JIA25年賞                                                                          |
| パラウ・サン・ジョルディ                                             | 1990年  | バルセロナ       | スペイン       |          |                                                                                    |
| 北九州国際会議場                                                     | 1990年  | 北九州市小倉北区 | 日本           |          |                                                                                    |
| ティーム・ディズニー・ビルディング                                   | 1991年  | フロリダ         | アメリカ合衆国 |          |                                                                                    |
| 富山県立山博物館展示館・遥望館                                       | 1991年  | 富山県立山町     | 日本           |          |                                                                                    |
| 由布院駅駅舎                                                         | 1991年  | 大分県由布市     | 日本           |          |                                                                                    |
| マルタン本社ビル                                                     | 1992年  | 神奈川県横浜市   | 日本           |          |                                                                                    |
| 有時庵                                                               | 1992年  | 東京都品川区     | 日本           |          |                                                                                    |
| 東京造形大学                                                         | 1993年  | 東京都八王子市   | 日本           |          |                                                                                    |
| 兵庫県立先端科学技術支援センター                                     | 1993年  | 兵庫県上郡町     | 日本           |          |                                                                                    |
| オプトハイツ                                                         | 1993年  | 兵庫県上郡町     | 日本           |          |                                                                                    |
| 奈義町現代美術館・奈義町立図書館                                     | 1994年  | 岡山県奈義町     | 日本           |          | 第20回JIA25年賞                                                                    |
| クラコフ日本美術技術センター                                         | 1994年  | クラコフ         | ポーランド     |          |                                                                                    |
| ルイジ・ノーノの墓                                                   | 1994年  | ヴェネチア       | イタリア       |          |                                                                                    |
| 京都コンサートホール                                                 | 1995年  | 京都市左京区     | 日本           |          |                                                                                    |
| ビーコンプラザ                                                       | 1995年  | 大分県別府市     | 日本           |          |                                                                                    |
| 豊の国情報ライブラリー                                               | 1995年  | 大分県大分市     | 日本           |          |                                                                                    |
| ア・コルーニャ人間科学館                                             | 1995年  | ア・コルーニャ   | スペイン       |          |                                                                                    |
| 中谷宇吉郎雪の科学館                                                 | 1994年  | 石川県加賀市     | 日本           |          |                                                                                    |
| パラフォルス・レクリエーション施設                                   | 1996年  | パラフォルス     | スペイン       |          |                                                                                    |
| 岡山西警察署                                                         | 1996年  | 岡山市北区       | 日本           |          |                                                                                    |
| 静岡県コンベンションアーツセンター                                   | 1997年  | 静岡市駿河区     | 日本           |          |                                                                                    |
| 寿司割烹やま中本店                                                   | 1997年  | 福岡市中央区     | 日本           |          |                                                                                    |
| 秋吉台国際芸術村                                                     | 1998年  | 山口県美祢市     | 日本           |          |                                                                                    |
| なら100年会館                                                        | 1998年  | 奈良県奈良市     | 日本           |          |                                                                                    |
| オハイオ21世紀科学産業センター                                       | 1999年  | オハイオ         | アメリカ合衆国 |          |                                                                                    |
| 群馬県立ぐんま天文台                                                 | 1999年  | 群馬県高山村     | 日本           |          |                                                                                    |
| カイシャ・フォールム                                                 | 2002年  | バルセロナ       | スペイン       |          |                                                                                    |
| セラミックパークMINO                                                 | 2002年  | 岐阜県多治見市   | 日本           |          |                                                                                    |
| 山口情報芸術センター                                                 | 2003年  | 山口県山口市     | 日本           |          |                                                                                    |
| パラスポーツ・オリンピコ                                             | 2005年  | トリノ           | イタリア       |          |                                                                                    |
| 北方町生涯学習センターきらり・ 岐阜県建築情報センター                | 2005年  | 岐阜県北方町     | 日本           |          |                                                                                    |
| 福岡五輪計画基本構想案                                               | 2005年  | 福岡県福岡市     |                |          |                                                                                    |
| 深圳文化中心                                                         | 2007年  | 深圳             | 中国           |          |                                                                                    |
| 中央美術学院美術館                                                   | 2007年  | 北京             | 中国           |          |                                                                                    |
| イソザキ・アテア                                                     | 2008年  | ビルバオ         | スペイン       |          |                                                                                    |
| 中国湿地博物館                                                       | 2009年  | 杭州             | 中国           |          |                                                                                    |
| メガロン・コンサートホール                                           | 2010年  | テサロニキ       | ギリシャ       |          |                                                                                    |
| オブスキュアド・ホライズン（砂漠の寝所）                             | 2010年  | パイオニアタウン | アメリカ合衆国 |          |                                                                                    |
| 上海征大ヒマラヤ芸術センター                                         | 2010年  | 上海             | 中国           |          |                                                                                    |
| 中国国際建築芸術実践展 会議場                                        | 2011年  | 南京             | 中国           |          |                                                                                    |
| カタール国立コンベンションセンター                                   | 2011年  | ドーハ           | カタール       |          |                                                                                    |
| アーク・ノヴァ                                                       | 2011年  |                  |                |          | アニッシュ・カプーアと協働                                                         |
| 上海交響楽団コンサートホール                                         | 2013年  | 上海             | 中国           |          |                                                                                    |
| 成都日本侵略軍博物館                                                 | 2015年  | 成都             | 中国           |          |                                                                                    |
| シティライフ・アリアンツ・タワー                                     | 2015年  | ミラノ           | イタリア       |          |                                                                                    |
| ハルビン・コンサートホール                                           | 2015年  | ハルビン         | 中国           |          |                                                                                    |

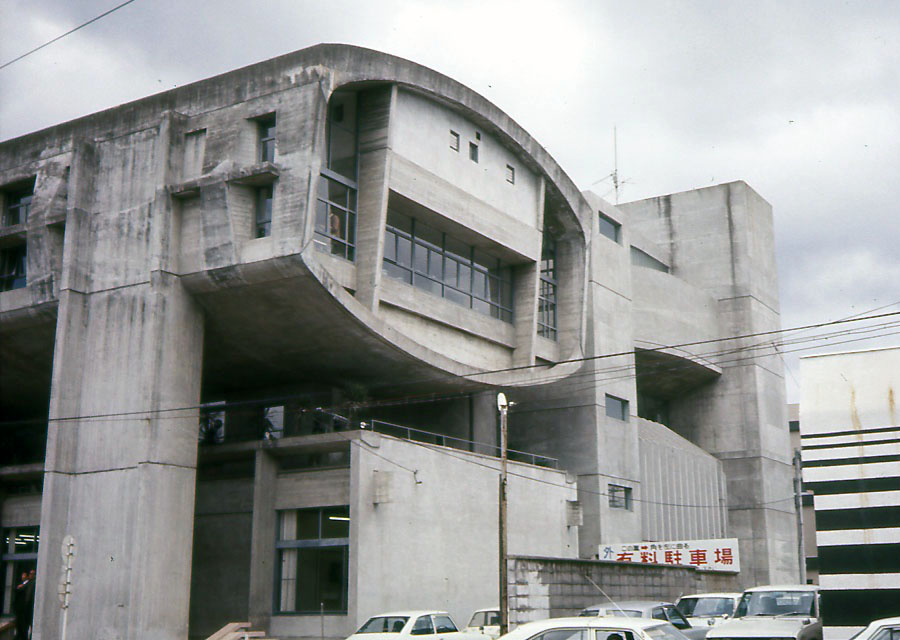
大分医師会館
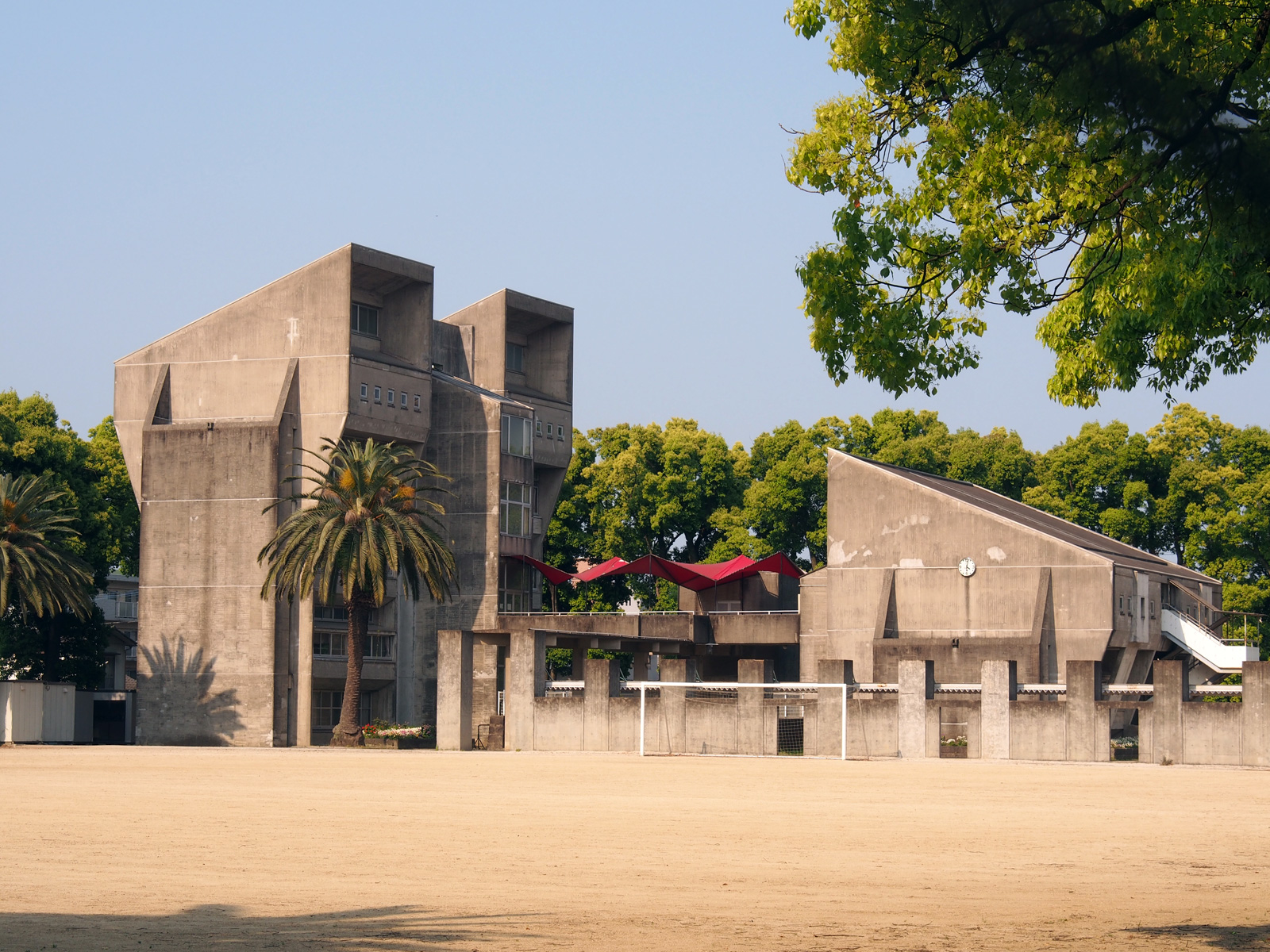
岩田学園
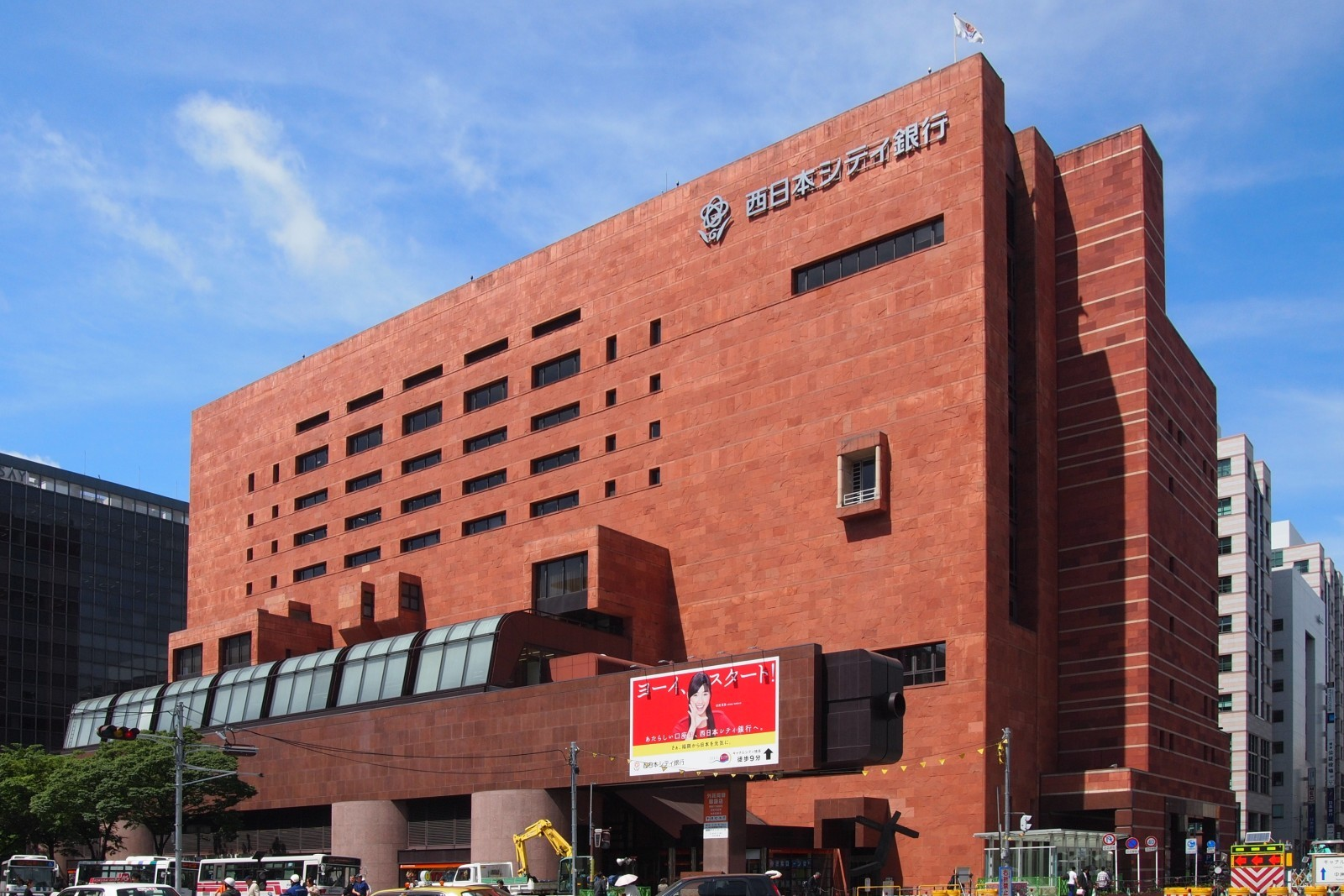
福岡相互銀行本店
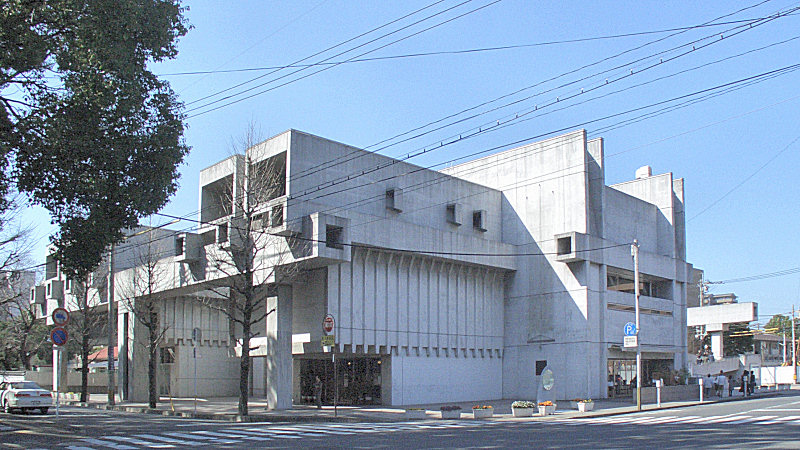
現アートプラザ(旧大分県立大分図書館)
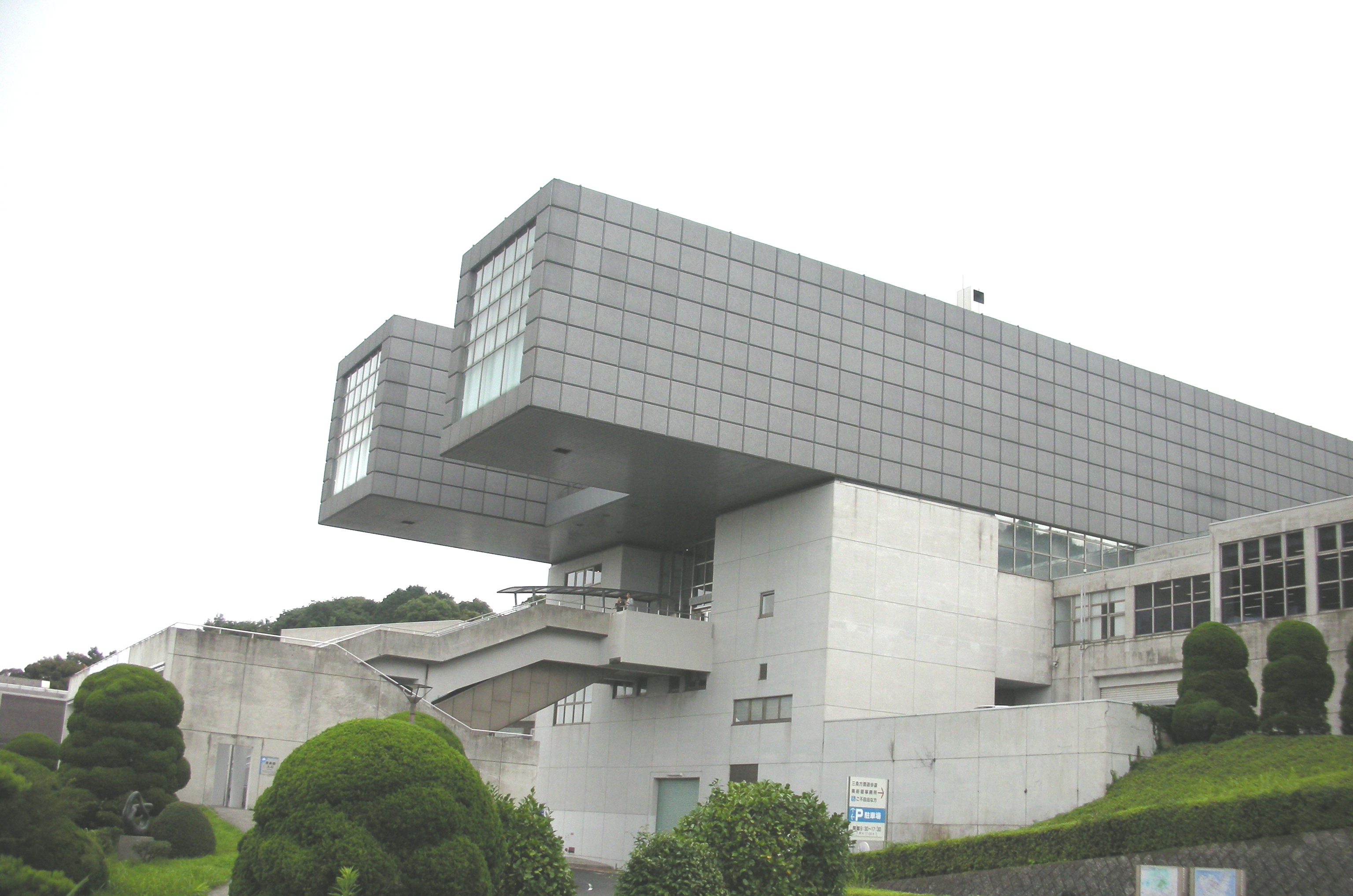
北九州市立美術館
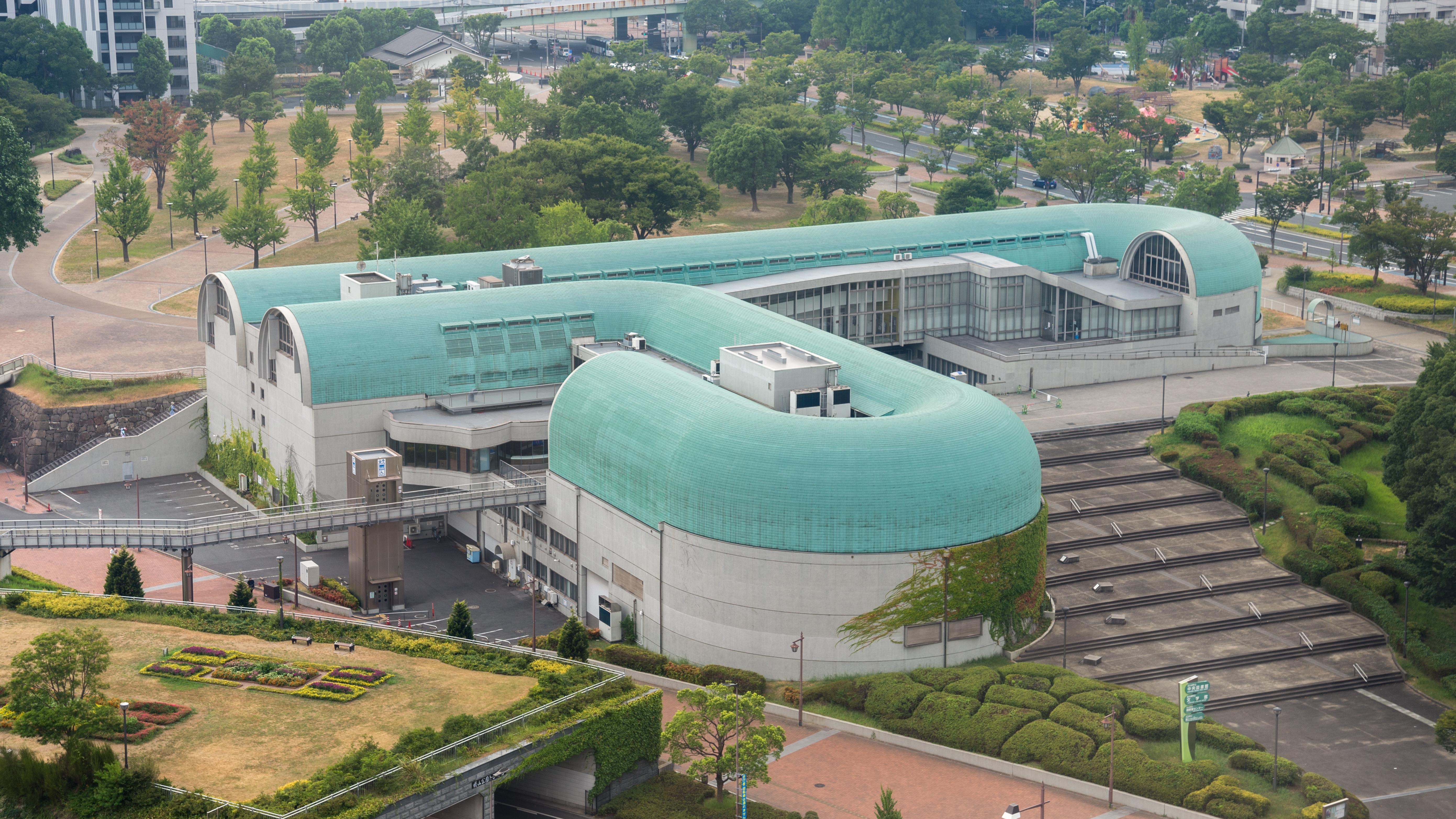
北九州市立中央図書館
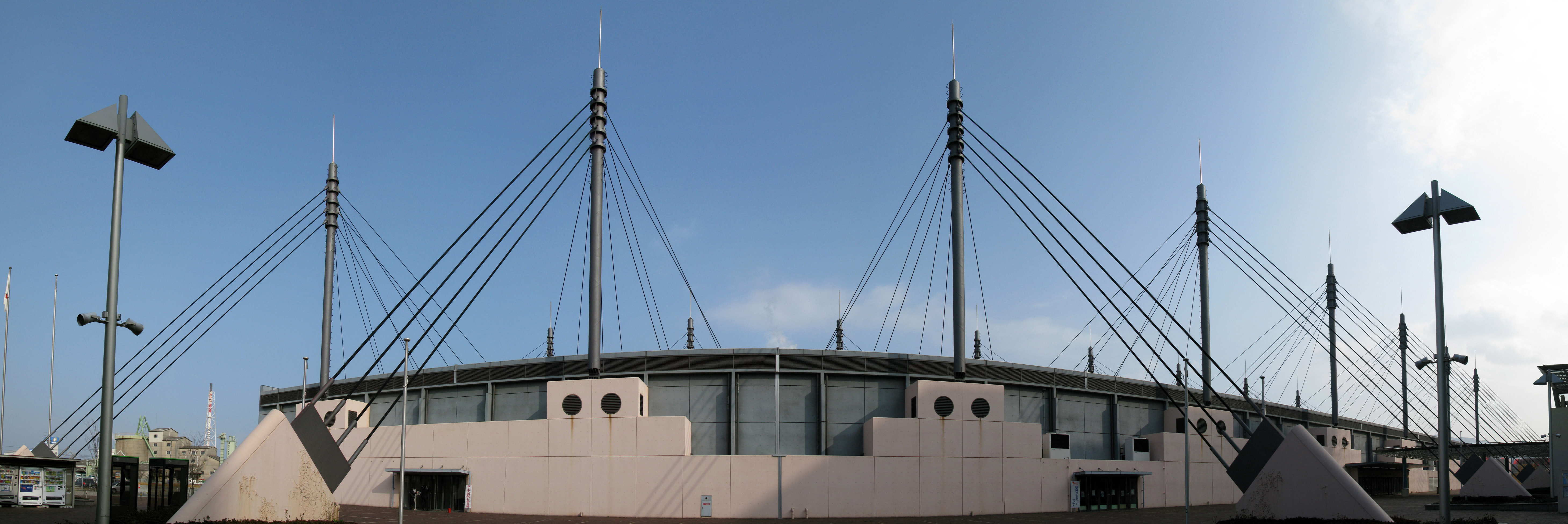
西日本総合展示場
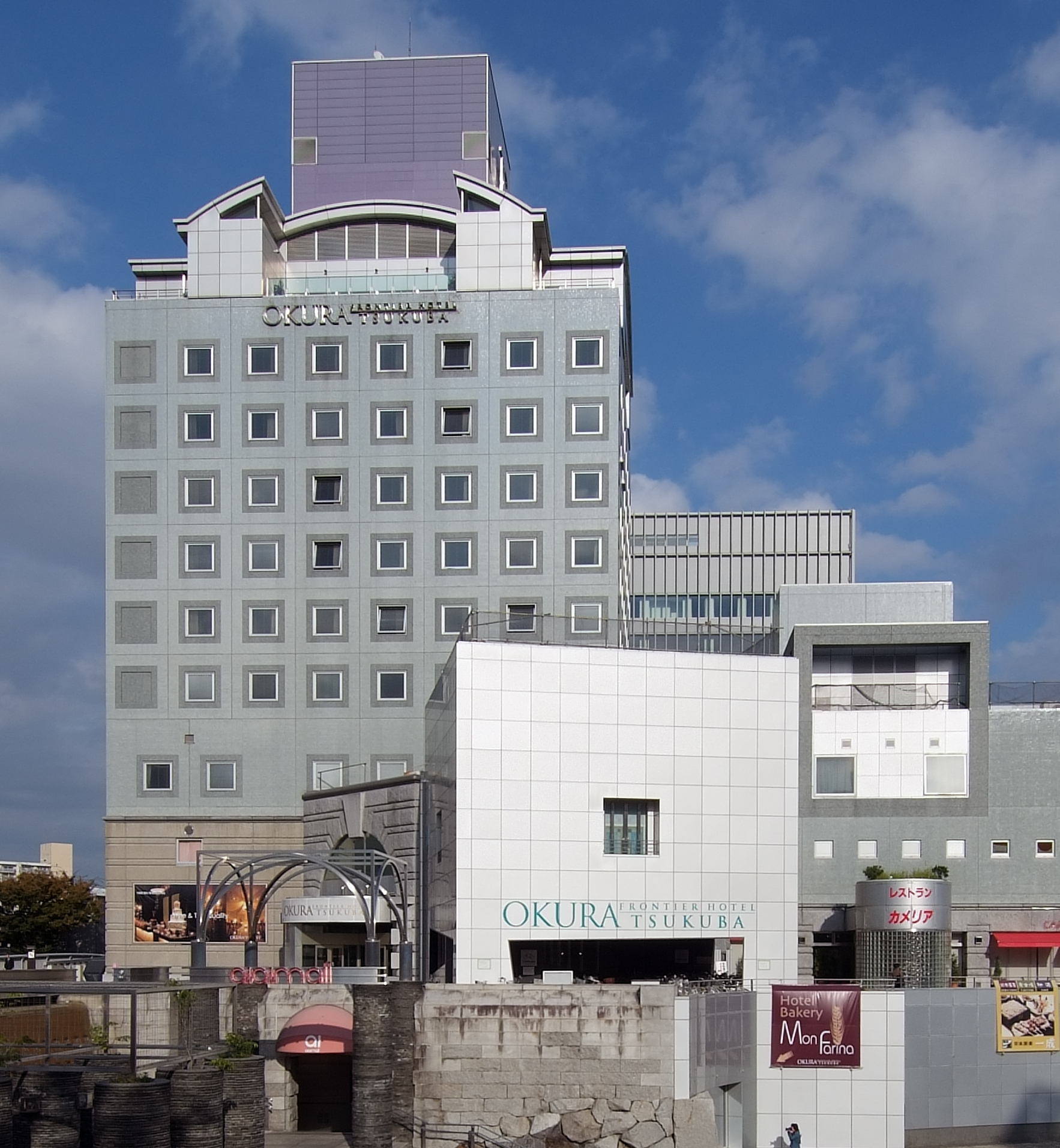
つくばセンタービル
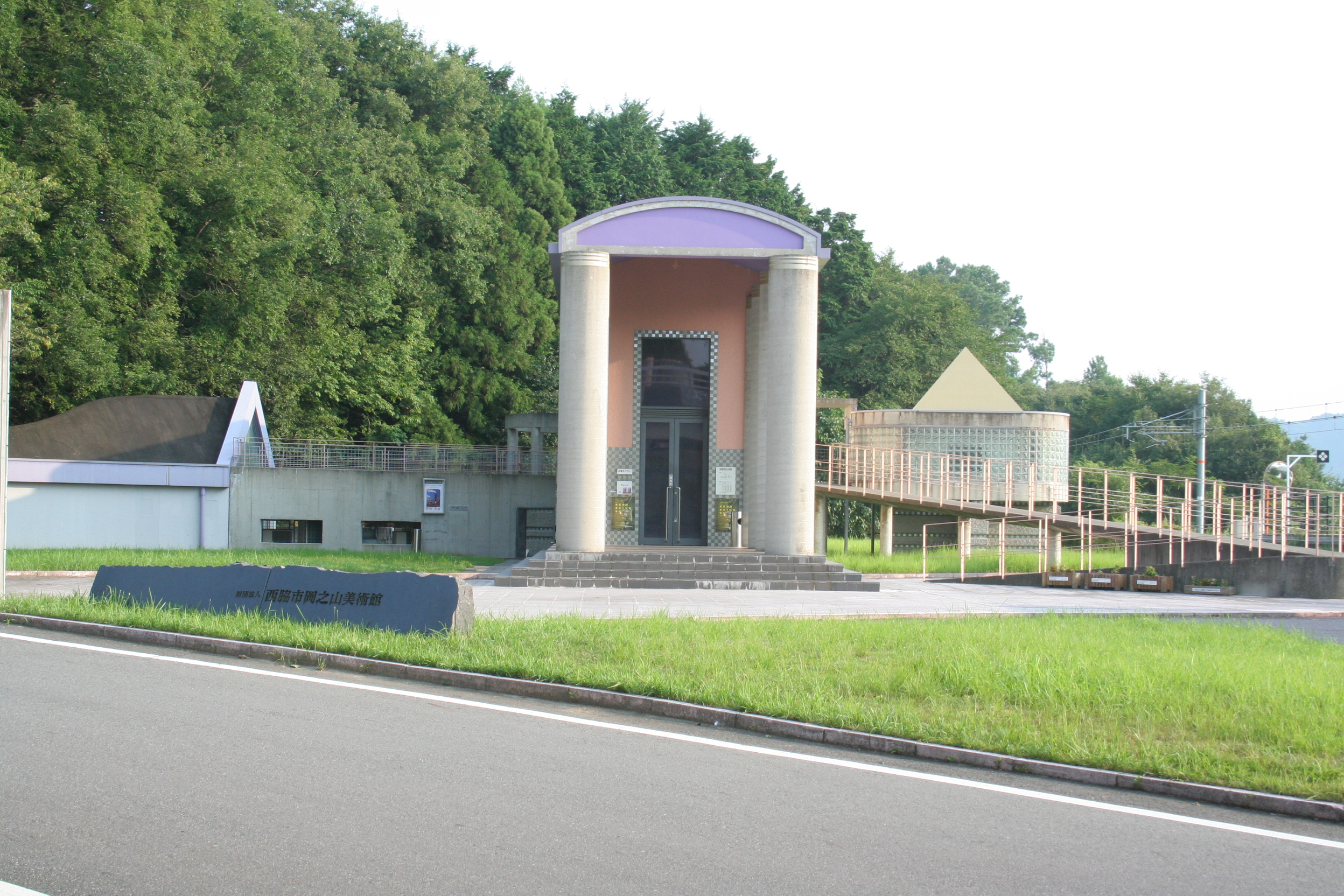
岡之山美術館
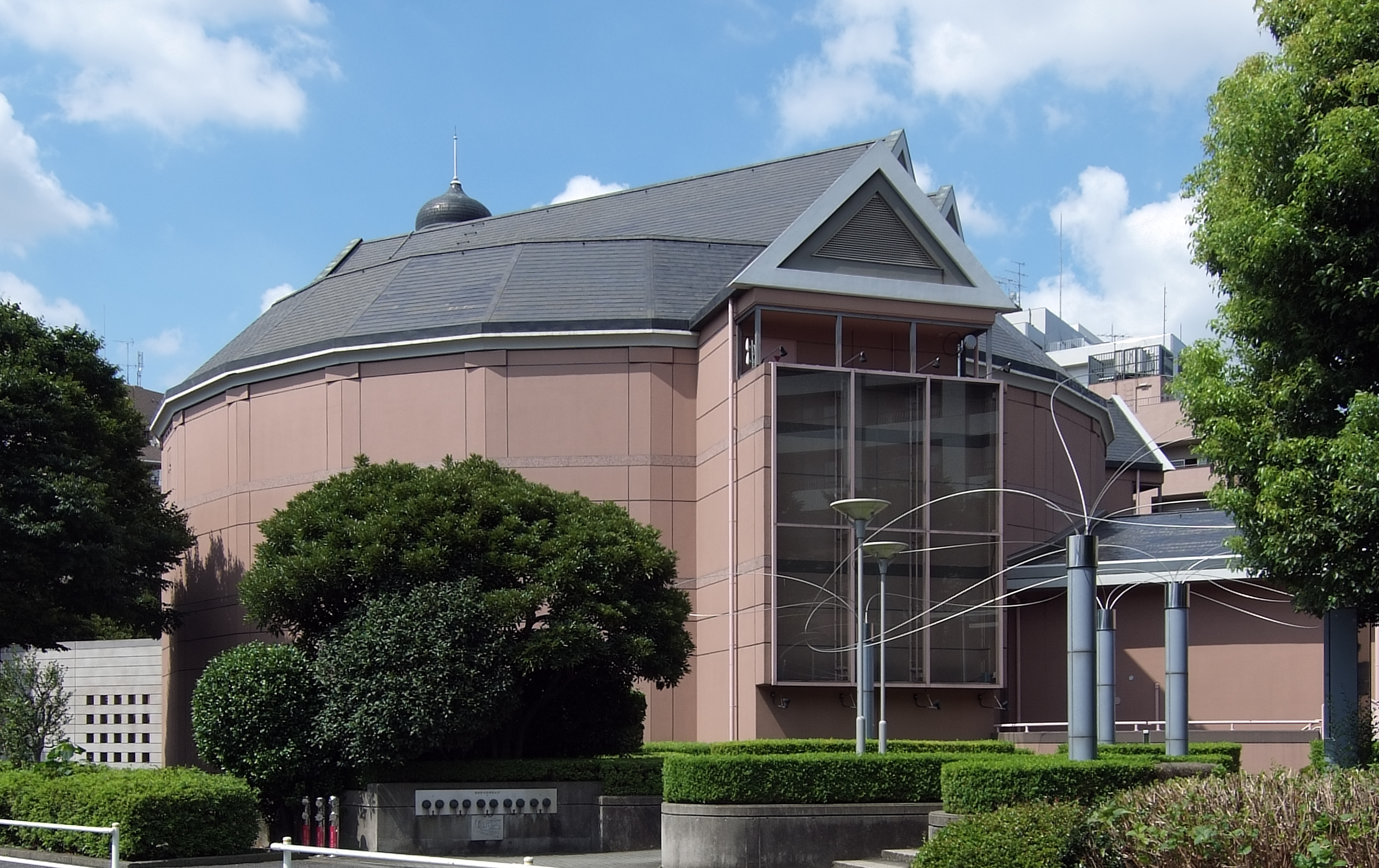
東京グローブ座
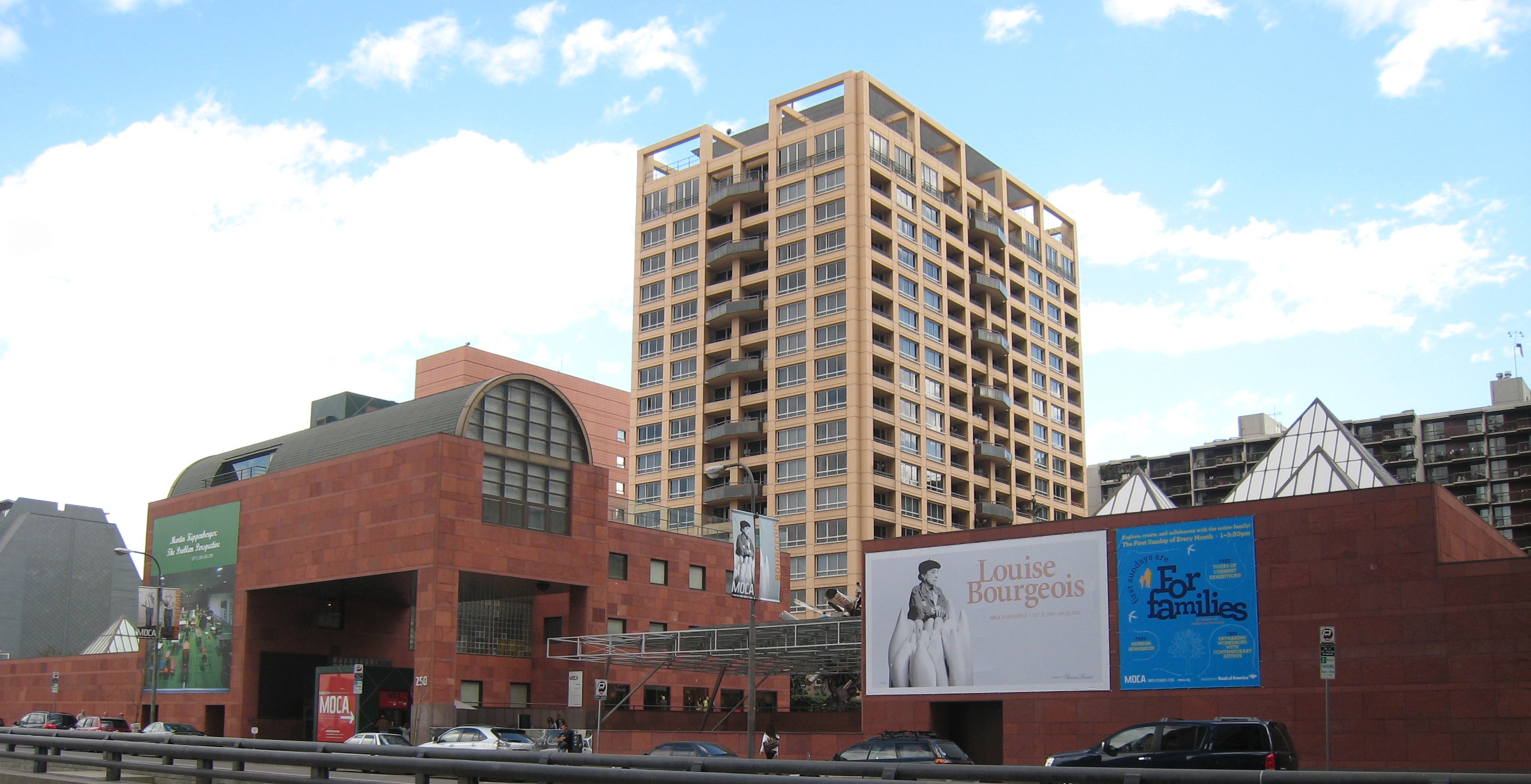
ロサンゼルス現代美術館
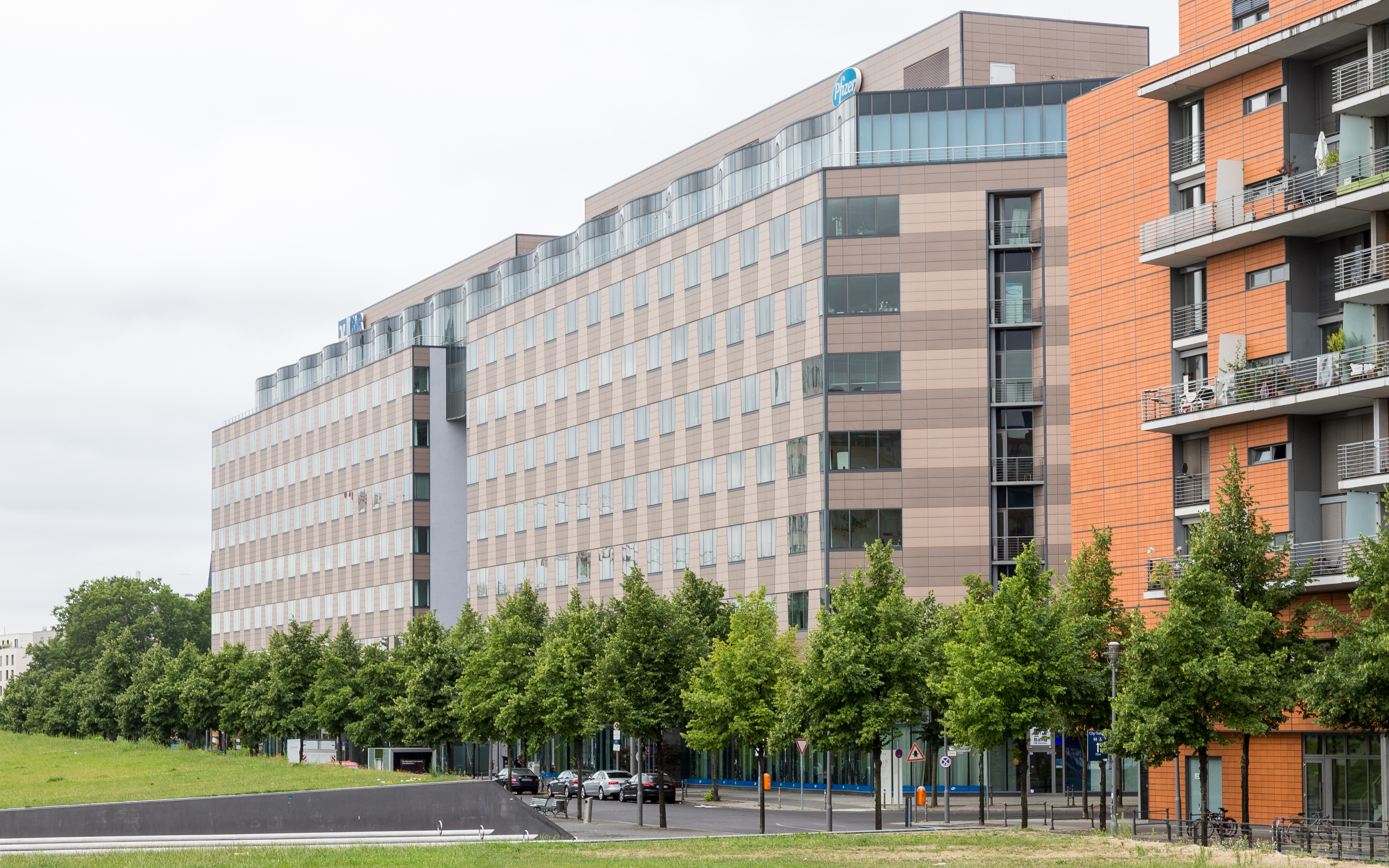
ベルリン集合住宅/フォルクス銀行本店
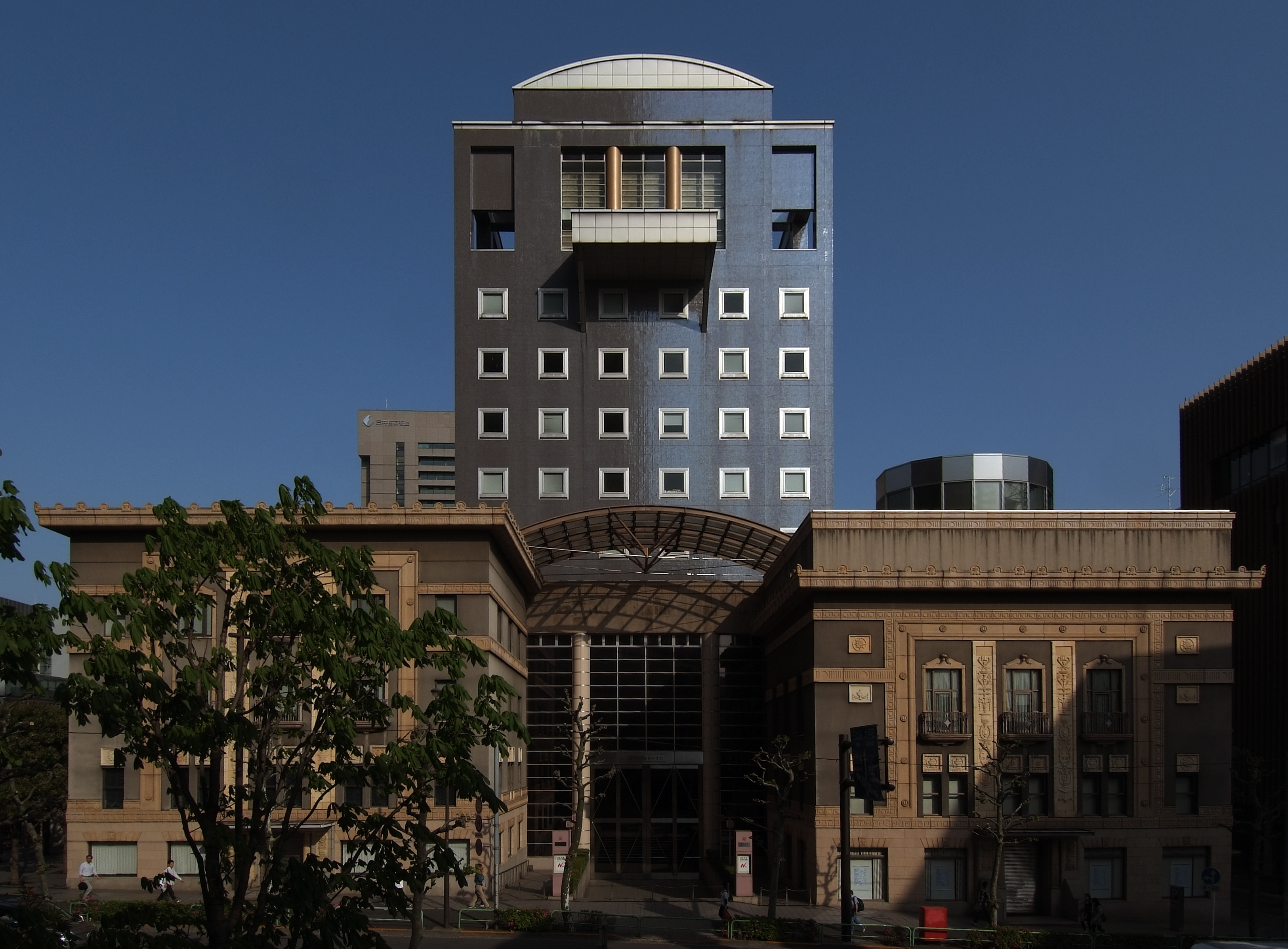
お茶の水スクエアA館（カザルスホール）
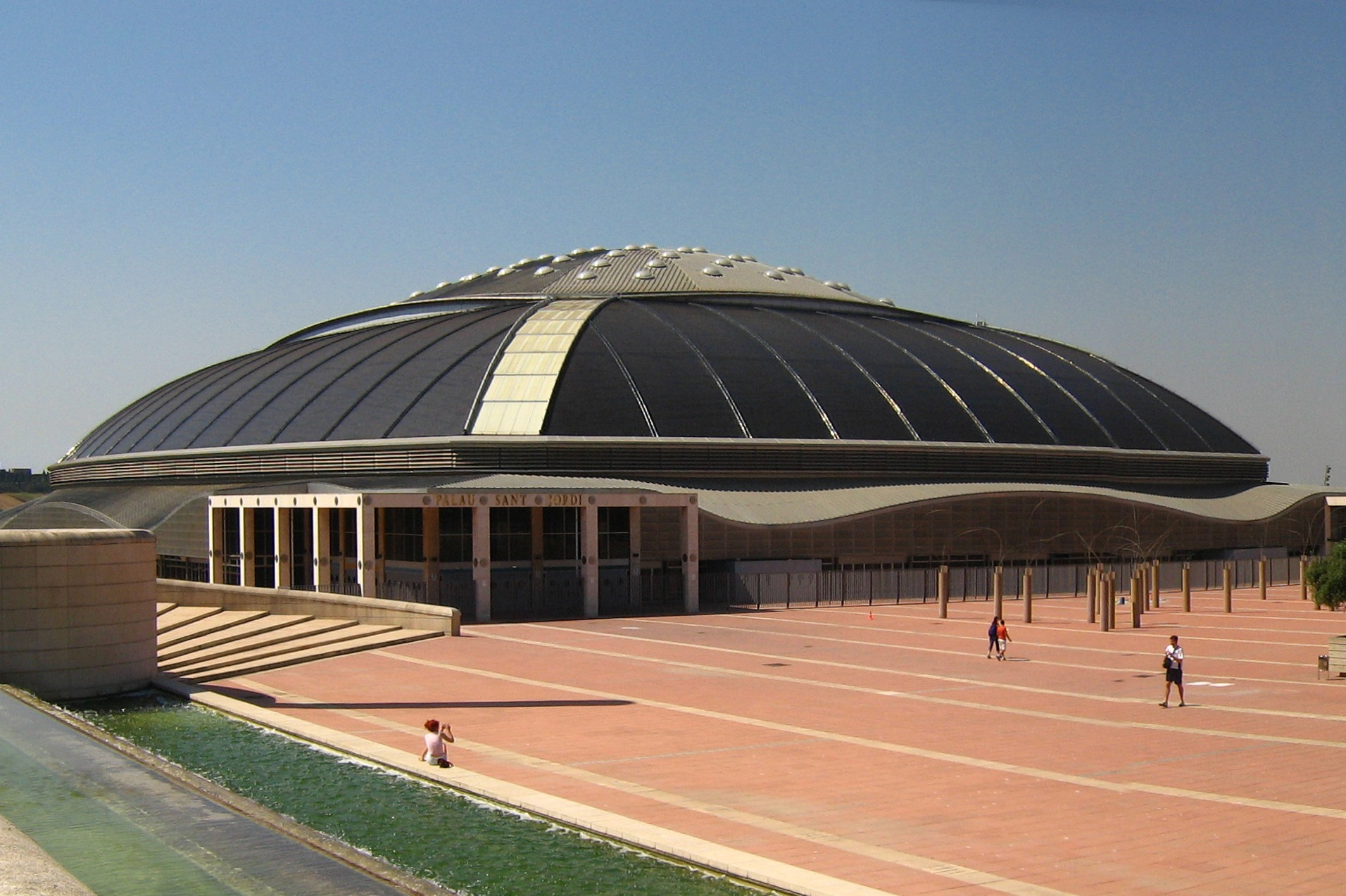
パラウ・サン・ジョルディ
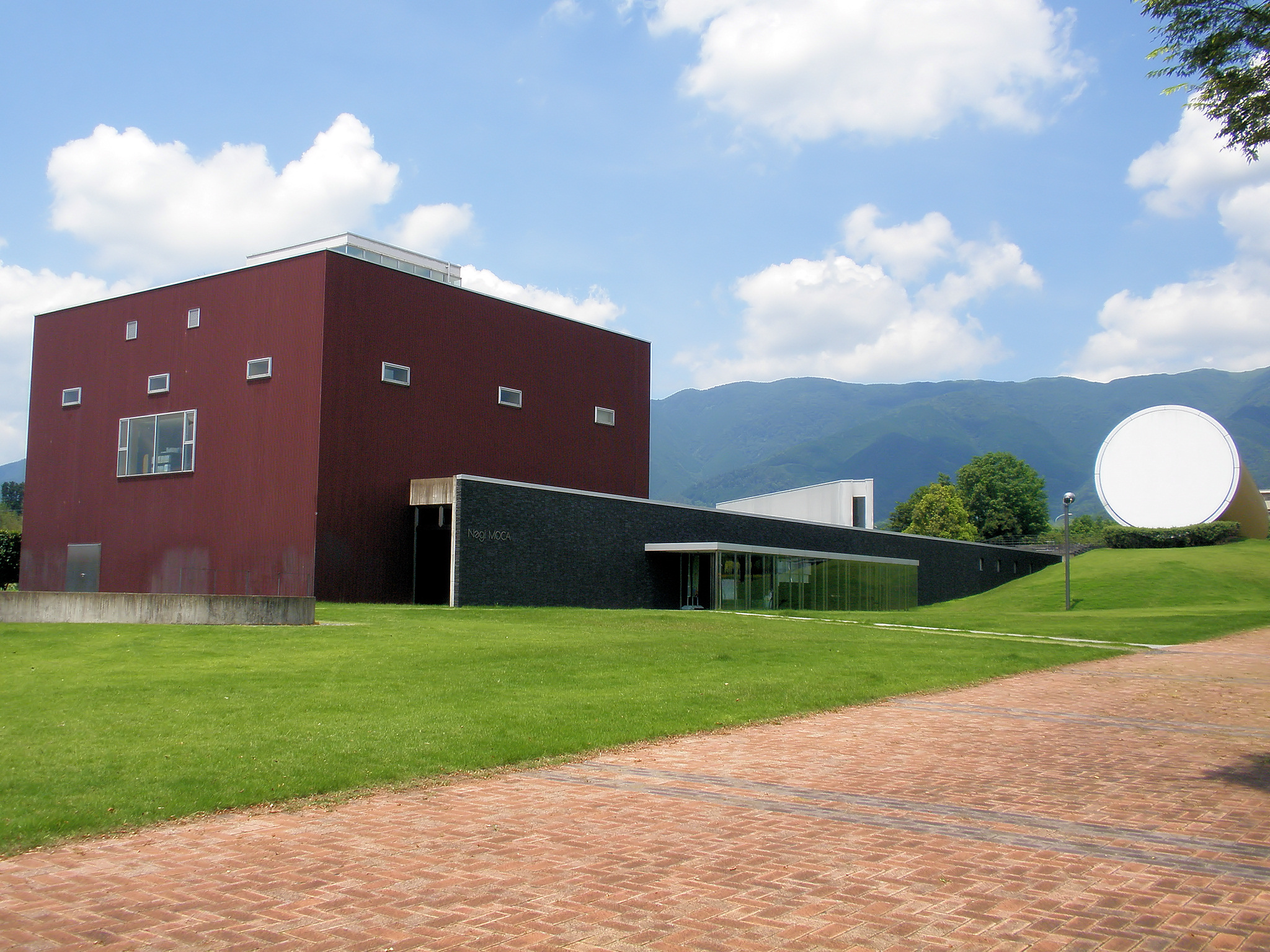
奈義町現代美術館・奈義町立図書館
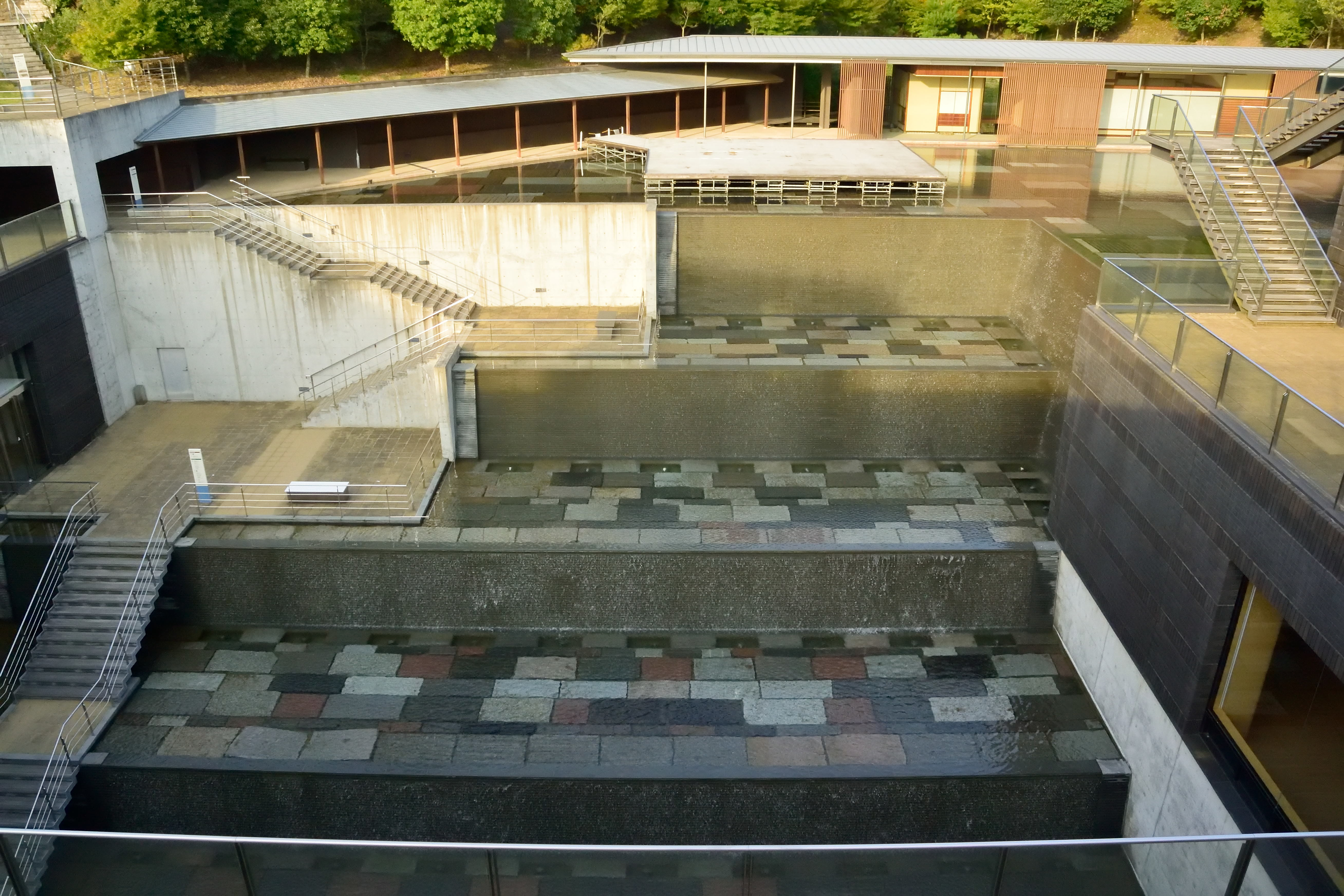
セラミックパークMINO カスケード広場
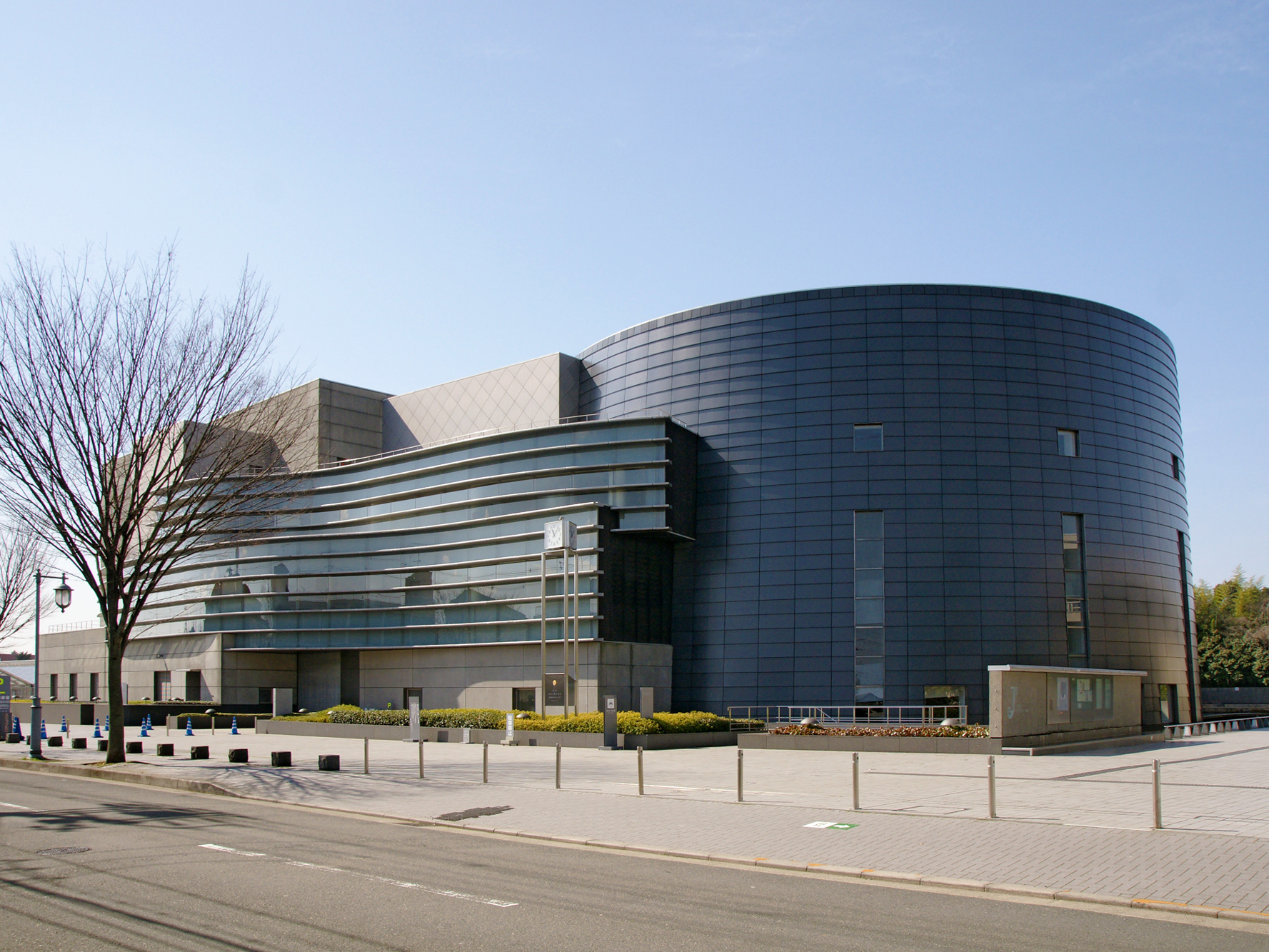
京都コンサートホール
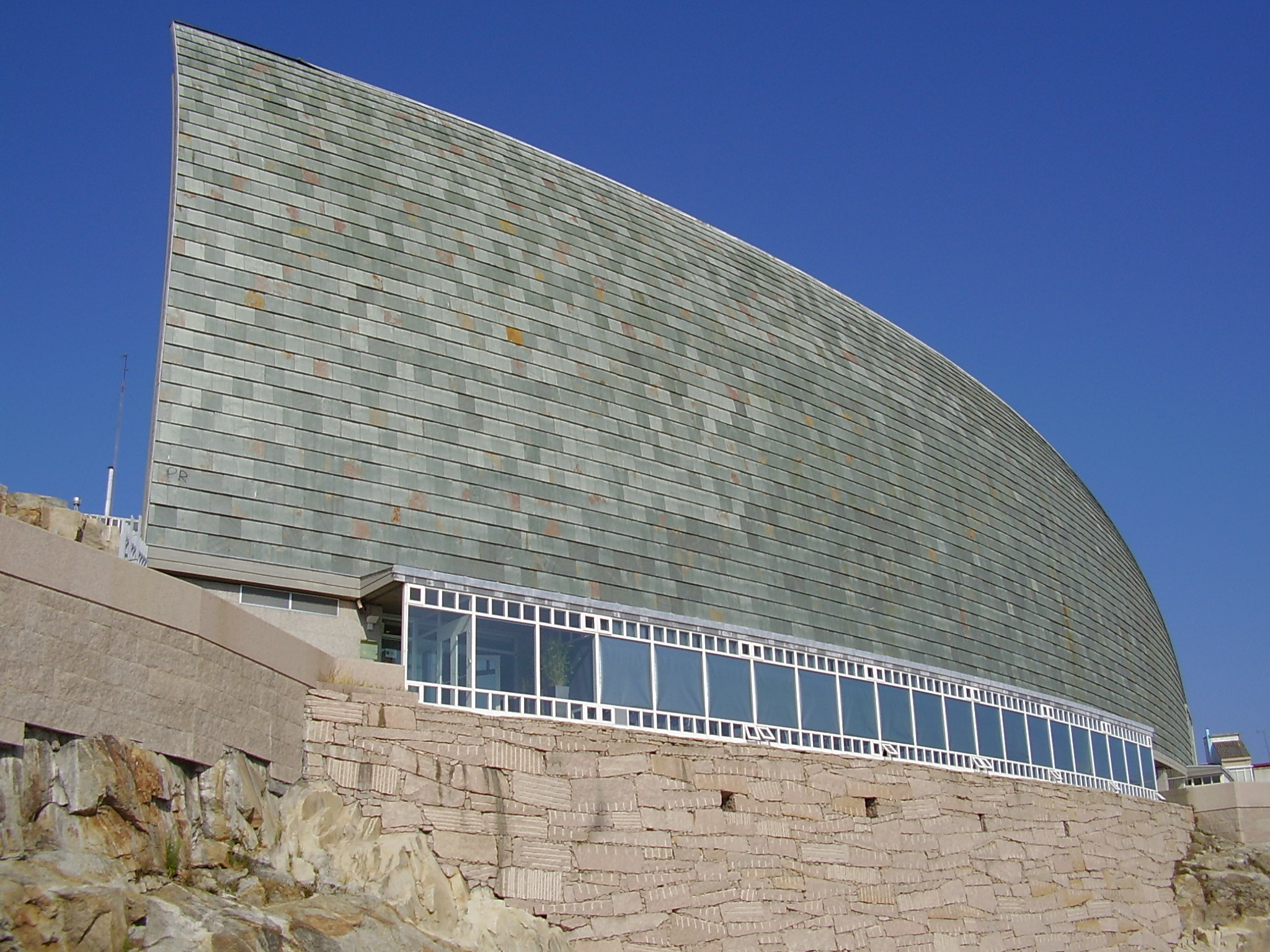
ア・コルーニャ人間科学館
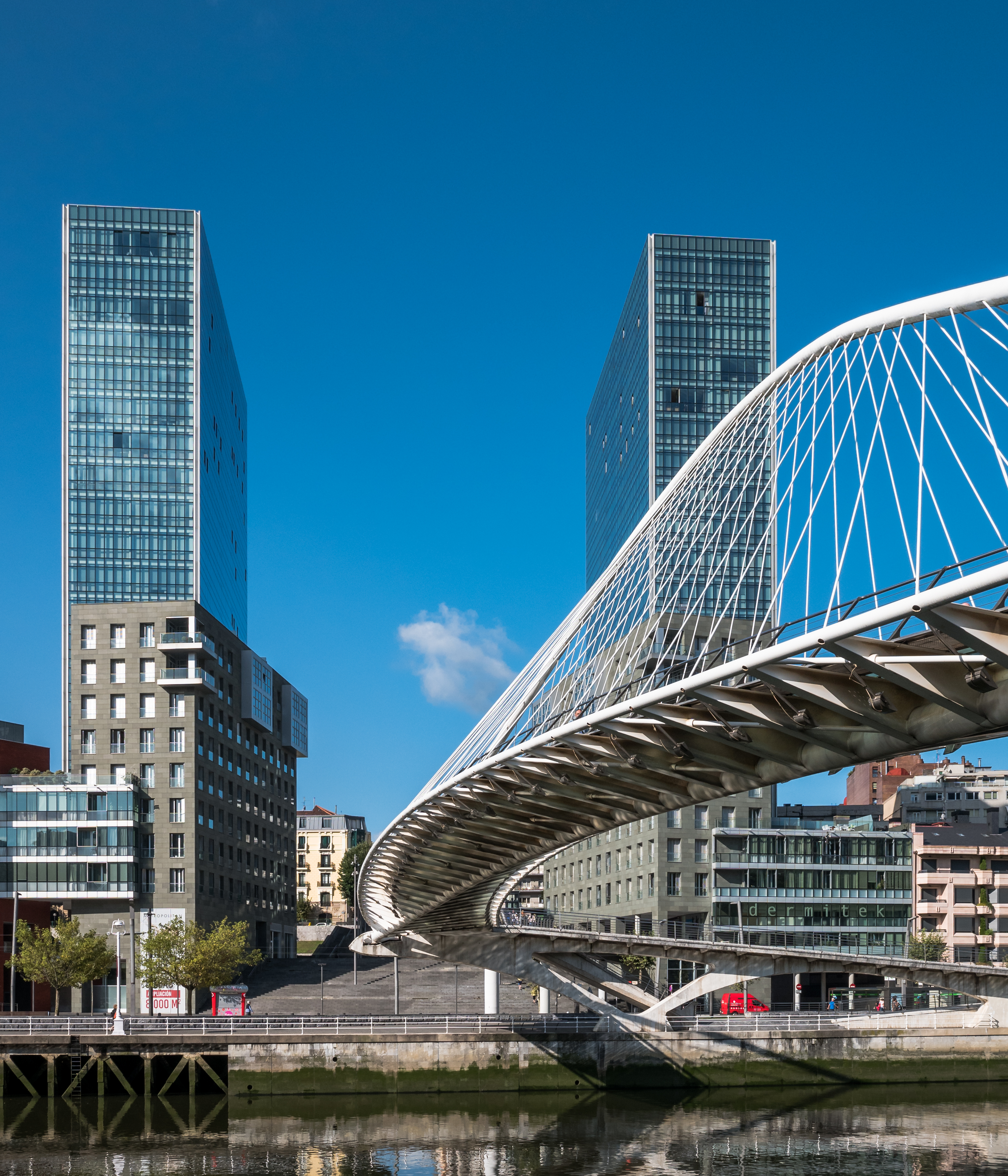
イソザキ・アテア
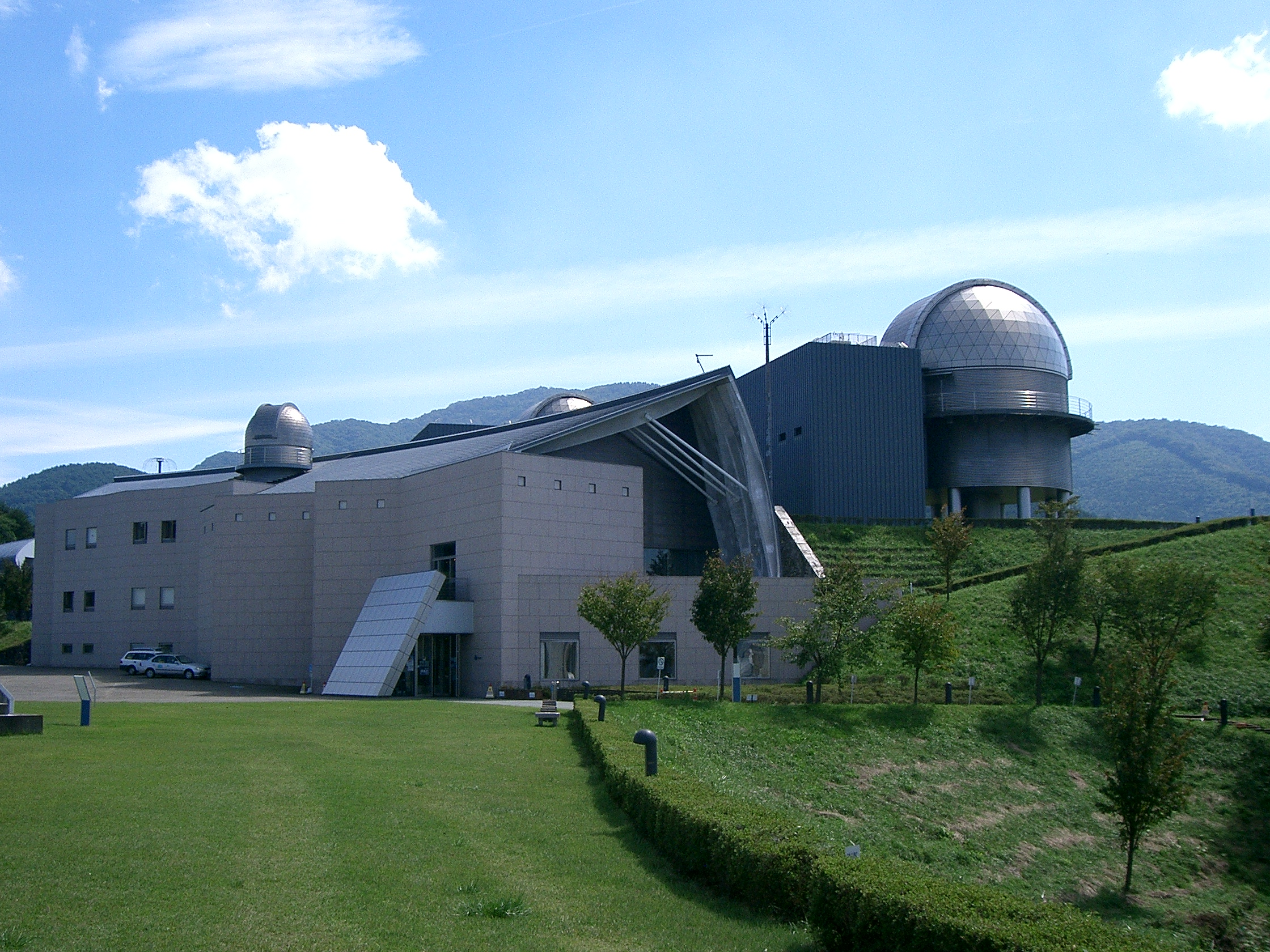
群馬県立ぐんま天文台
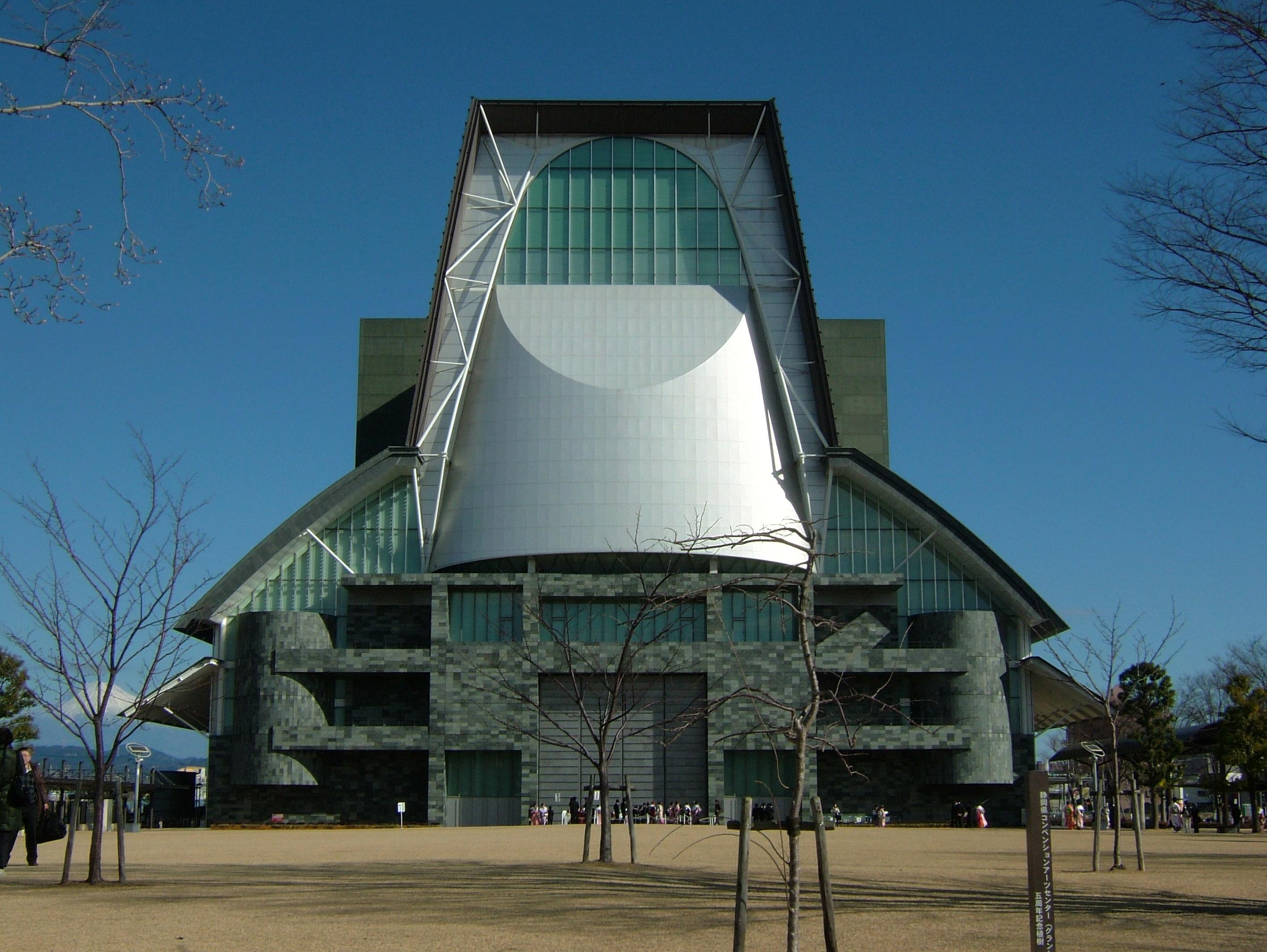
静岡県コンベンションアーツセンター
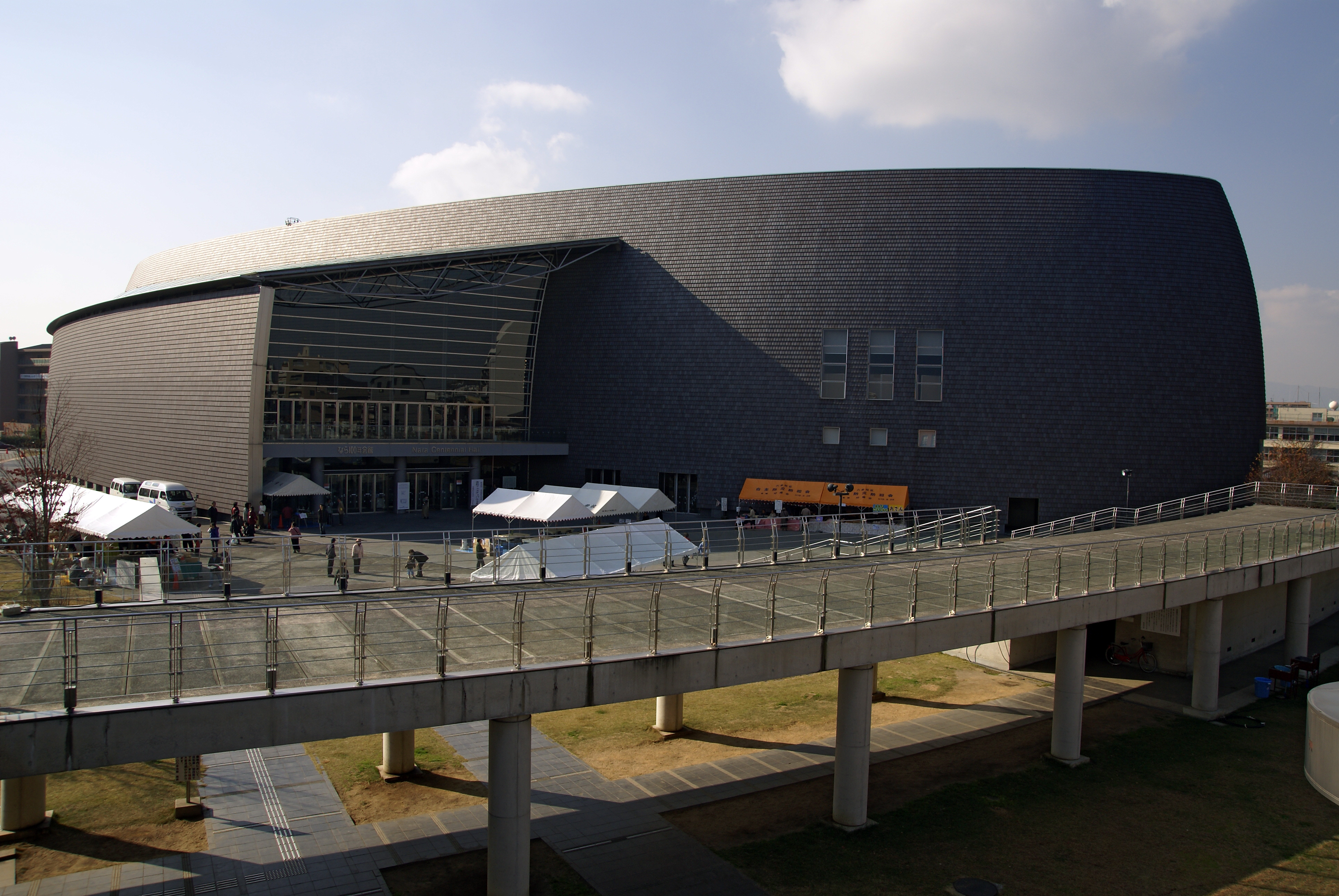
なら100年会館

- 大友宗麟の墓碑
- 旧大分市視聴覚センター
- 基督兄弟団成増教会
- 岡山西警察署
- 中谷宇吉郎雪の科学館
- 東京造形大学
- 山口情報芸術センター
- 上海交響楽団コンサートホール

### 都市構想
- 新宿計画（淀橋浄水場跡地開発計画）孵化過程・空中都市（1960年）
- 丸の内計画・空中都市（1963年）
- スコピエ・ユーゴスラビア都市再建計画設計競技に参画（1965年）
- 応答場としての環境計画（1969年）
- コンピューター・エイデッド・シティ（計画）（1972年）
- 珠海/海市計画（計画案）（1995年） - 1997年、東京にて「「海市」－もうひとつのユートピア」と題した展覧会が開催された。その後、海外へと巡回。

### 展覧会
- 第14回ミラノ・トリエンナーレ「電気的迷宮」（1968年） - ミラノ。2002年にカールスルーエと大阪、2003年に横浜で再制作作品を展示。
- 「日本の時空間―間―」展（1978年-1979年） - パリ。2000年、東京にて帰還展「間―20年後の帰還展」を開催。
- 「磯崎新1960/1990建築展」（1991年-1998年） - ロサンゼルス、東京、茨城、群馬、大阪、福岡、ヨーロッパ各都市へと巡回。
- 「Nara Convention Hall International Design Competition」（1992年-1993年）- ニューヨーク近代美術館
- 第6回ヴェネツィア・ビエンナーレ建築展日本館展示「亀裂」（1996年） - 日本館コミッショナーを務める。
- 1996年度アーキテクチュア・オブ・ザ・イヤー「カメラ・オブスキュラあるいは革命の建築博物館」（1996年） - プロデューサーを務める。
- 「海市」－もうひとつのユートピア（1997年）
- ネオ・ダダJAPAN 1958-1998 磯崎新とホワイトハウスの面々（1998年） - 大分市アートプラザ。監修を務める。
- 第7回ヴェネツィア・ビエンナーレ建築展日本館展示「少女都市」（2000年） - 日本館コミッショナーを務める。
- 「間―20年後の帰還展」（2000年） - 東京
- 第8回ヴェネツィア・ビエンナーレ建築展日本館展示「漢字文化圏における建築言語の生成」（2002年） - 日本館コミッショナーを務める。
- 「アンビルト/反建築史」展（2002年） - 東京。以後、中国へ巡回。
- 「磯崎新版画展―百二十の見えない都市」（2002年）岡山
- 「磯崎新：7つの自選展」（2008年） - 大分、高崎、ビルバオ、伊香保、東京、南京、ミラノにて開催。
- 「磯崎新 12x5=60」（2014年） - ワタリウム美術館（東京・渋谷）にて開催。
- 「磯崎新の謎」(2019年) - 大分市美術館にて開催。キュレーターにアリック・チャン、印牧岳彦、松井茂、藤村龍至を迎え「いき（息）」と「しま（島）」のふたつのテーマを軸に構成。[16]

### 著作・作品集
- 「空間へ」美術出版社、1971年
- 「建築の解体」美術出版社、1975年
- 「建築の修辞」美術出版社、1979年
- 「手法が」美術出版社、1979年
- 「建築の地層」彰国社、1979年
- 「磯崎新著作集」全4巻、美術出版社、1984
- 「現代の建築家 磯崎新2」鹿島出版会、1984年
- 「週刊本 ポスト・モダン原論」朝日出版社、1985年
- 「いま、見えない都市」大和書房、1985年
- 「バルセロナ・ドローイング バルセロナ・オリンピック建築素描集」岩波書店、1990年
- 「見立ての手法　日本的空間の読解」鹿島出版会、1990年
- 「イメージゲーム-異文化との遭遇」鹿島出版会、1990年
- 「<建築>という形式 1 」新建築社、1991年
- 「磯崎新の建築30 模型、版画、ドローイング」六耀社、1992年
- 「現代の建築家 磯崎新3-4」鹿島出版会、1993年
- 「始源のもどき-ジャパネスキゼーション」鹿島出版会、1996年
- 「磯崎新の仕事術 建築家の発想チャンネ」王国社、1996年
- 「造物主議論-デミウルゴモルフィスム」鹿島出版会、1996年
- 「建築家捜し」岩波書店、1996年／岩波現代文庫、2005年
- 「空間へ 根源へと遡行する思考」鹿島出版会、1997年／河出文庫、2017年
- 「オペラシティの彼方に エッジを測量する17の対話」NTT出版、1997年
- 「磯崎新の発想法 建築家の創作の秘密」王国社、1998年
- 「栖十二」住まいの図書館出版局・星雲社、1999年
- 「人体の影-アントロポモルフィスム」鹿島出版会、2000年
- 「建築家のおくりもの」王国社、2000年
- 「ル・コルビュジエとはだれか」王国社、2000年
- 「神の似姿-テオモルフィスム」鹿島出版会、2001年
- 「反回想 1」A.D.A.EDITA Tokyo、2001年
- 「反建築史/UNBUILT」TOTO出版、2001年
- 「磯崎新の建築談議」全12巻、六耀社、2001-04年
- 「建築における「日本的なもの」」新潮社、2003年
- 「アントニ・ガウディとはだれか」王国社、2004年
- 「磯崎新の思考力 建築家はどこに立っているか」王国社、2005年
- Japan-ness in Architecture, MIT Press, 2006
- Arata Isozaki, ed. by Arata Isozaki and Ken Tadashi Oshima, London, Phaidon, 2009
- 「日本の建築遺産12選　語りなおし日本建築史」新潮社、2011年
- 「気になるガウディ」新潮社、2012年
- 「磯崎新建築論集」全8巻、岩波書店、2013-15年
- 『挽歌集 建築があった時代へ』白水社、2014年
- 『偶有性操縦法(コンティンジェンシーマニュアル) 何が新国立競技場問題を迷走させたのか』青土社、2016年
- 『瓦礫の未来』青土社、2019年
- 『デミウルゴス: 途上の建築』青土社、2023年

#### 共著など
- 「建築および建築外的思考 磯崎新対談」鹿島出版会、1976年
- 「現代の建築家 磯崎新」鹿島出版会、1977年
- 「建築の1930年代－系譜と脈絡　磯崎新対談」鹿島出版会、1978年
- 「磯崎新+篠山紀信建築行脚1～12」六耀社、1980-92年
- 「建築のパフォーマンス <つくばセンタービル>論争」、編著、PARCO出版局、1985年
- 「ポスト・モダンの時代と建築　磯崎新対談」鹿島出版会、1985年
- 「建築の政治学　磯崎新対談集」岩波書店、1989年
- 「磯崎新作品集」第1巻、二川幸夫編、A.D.A.EDITA Tokyo、1991年
- 「世紀末の思想と建築」、多木浩二共著、岩波書店、1991年
- 「Anywhere 空間の諸問題」、浅田彰共編、NTT出版、1994年
- 「Anyway 方法の諸問題」、浅田彰共編、NTT出版、1995年
- 「季刊ja no.12 磯崎新」新建築社、1994年
- 「建物が残った-近代建築の保存と転生」岩波書店、1998年
- 「建築と時間 対論 土居義岳、岩波書店、2001年
- 「空間の行間」福田和也共著、筑摩書房、2004年
- 「Any－建築と哲学をめぐるセッション 1991-2008」、浅田彰共編、鹿島出版会、2010年
- 「ビルディングの終わり、アーキテクチュアの始まり 10 years after any 」、浅田彰共著、鹿島出版会、2010年
- 「磯崎新の建築・美術をめぐる10の事件簿」新保淳乃・阿部真弓共著、TOTO出版、2010年
- 『磯崎新インタヴューズ』聞き手日埜直彦、LIXIL出版　2014
- 『日本建築思想史』聞き手横手義洋、太田出版　atプラス叢書 2015
- 『磯崎新と藤森照信の茶席建築談義』藤森照信共著　六耀社　2015
- 『磯崎新と藤森照信のモダニズム建築談義』藤森照信共著　六耀社　2016
- 『磯崎新と藤森照信の「にわ」建築談義』藤森照信共著　六耀社　2017

#### 翻訳
- バーナード・レイトナー編『ウィトゲンシュタインの建築』青土社 1989、新版2008ほか

### 審査員を務めたコンペ・コーディネートを務めたプロジェクト
| 名称                             | 年        | 所在地         | 国・地域 | １等案                   | 立場       |
| -------------------------------- | --------- | -------------- | -------- | ------------------------ | ---------- |
| ラ・ヴィレット公園               | 1982年    | パリ           | フランス | ベルナール・チュミ       | 審査員     |
| 香港ピーク                       | 1983年    | 香港島         | 香港     | ザハ・ハディッド         | 審査員     |
| 湘南台文化センター               | 1986年    | 神奈川県藤沢市 | 日本     | 長谷川逸子               | 審査委員   |
| 高知県立坂本龍馬記念館           | 1986年    | 高知県高知市   | 日本     | ワークステーション       | 審査委員   |
| せんだいメディアテーク           | 1995年    | 宮城県仙台市   | 日本     | 伊東豊雄                 | 審査委員長 |
| 横浜港大さん橋国際客船ターミナル | 1994-95年 | 神奈川県横浜市 | 日本     | エフ・オー・アーキテクツ | 審査委員   |
| 水俣メモリアル                   | 1995年    | 熊本県水俣市   | 日本     | ジョゼッペ・バローネ     | 審査委員   |
| 国営中国中央テレビ               | 2002年    | 北京           | 中国     | レム・コールハース       | 審査委員   |

| 名称                       | 年             | 所在地       | 国・地域 |  |
| -------------------------- | -------------- | ------------ | -------- |  |
| ネクサスワールド           | 1991年-92年    | 福岡市東区   | 日本     |  |
| 岐阜県営住宅ハイタウン北方 | 1998年・2000年 | 岐阜県北方町 | 日本     |  |

## 文献
- 平松剛　「磯崎新の『都庁』　戦後日本最大のコンペ」　文藝春秋、2008年。

## 磯崎新アトリエ出身の人物

### 建築家
- 六角鬼丈 - 1965～68年、所員。建築家、東京芸術大学名誉教授
- 西岡弘 - 1970～84年、所員。建築家
- 牛田英作 - 1976～83年、所員。建築家
- 渡辺誠 - 1976～84年、所員。建築家、渡辺誠アーキテクツオフィス主宰
- 菊池誠 (建築家) - 1978～2002年、所員。建築家、建築評論家、芝浦工業大学教授
- 八束はじめ - 1979～85年、所員。建築家、建築史家、建築評論家、芝浦工業大学教授
- 堀内正弘 - 1980～81年、所員。建築家、都市工房主宰、多摩美術大学教授
- 渡辺真理 - 1981～87年、所員。建築家、法政大学教授
- 青木淳 - 1982～91年、所員。建築家、青木淳建築計画事務所主宰
- 岸田省吾 - 1982年～91年、所員。建築家、建築学者、東京大学教授
- 坂茂 - 1982～83年、所員。建築家、坂茂建築設計主宰
- 吉松秀樹 - 1984～87年、所員。建築家、アーキプロ主宰、東海大学教授
- 城戸崎和佐 - 1984～85年、所員。建築家、キカ (建築組織)主宰、京都工芸繊維大学准教授
- 玄・ベルトー・進来 - 1984年～90年、所員。建築家
- 三浦周治 - 1984～87年、所員。建築家
- 今永和利 - 1985～96年、所員。建築家、今永環境計画主宰
- 彦根明 - 1987～90年、所員。建築家、彦根建築設計事務所主宰
- 高橋邦明 (建築家) - 1992年、所員。建築家
- 原田真宏 - 2003～04年、所員。建築家、MOUNT FUJI ARCHITECTS STUDIO主宰、芝浦工業大学教授
- 宮崎晃吉 - 2008〜11年、所員。建築家、HAGISO代表取締役
- 京谷友也 - 2009〜16年、所員。建築家、京谷建築設計室代表

### 他
- ヴィヴィアン佐藤 - 1996年から磯崎新アトリエ